# Bielefeld

Logo

Bielefeld is een kreisfreie Stadt in het noordoosten van de Duitse deelstaat Noordrijn-Westfalen. De stad ligt in het Regierungsbezirk Detmold.
De stad telt 333.509 inwoners (31 december 2020) op een oppervlakte van 258,83 km². Daarmee is het de grootste stad van de regio Ostwestfalen-Lippe. Op 31 december 2020 had 18,08% van de inwoners een niet-Duits staatsburgerschap (60.290 niet-Duitsers) en hadden 395 inwoners het Nederlandse staatsburgerschap.
Bielefeld geldt als het wetenschappelijke en culturele centrum van die regio. Onder meer het hoofdkantoor van Dr. August Oetker KG en Schüco zijn in de stad gevestigd.

## Geschiedenis
Op de plaats van de huidige uitzichttoren Hünenberg lag in de 3e eeuw voor het begin van onze jaartelling een versterkte plaats. Mogelijk was dit een cultus- of vergaderplaats van daar wonende Germanen.
In 2017 is ten zuiden van de stad een restant van een Romeins legerkamp, daterend van rond het begin van de jaartelling, ontdekt. Na afronding van de opgravingen in 2021 is een zaal in het Lippisch Historisch Museum te Detmold hieraan gewijd.
Bielefeld wordt in de 9e eeuw als Bylanuelde voor het eerst vermeld in een oorkonde van de Abdij van Corvey. Graaf Bernhard II van Lippe liet in 1177 nabij het huidige stadsdeel Stieghorst een walburcht met de naam Löwenburg of Hünensaut bouwen; hiervan is nog een schamele ruïne over. De rivaliserende heren van Ravensberg namen het gebied kort daarna over.
In 1214 werd Bielefeld gesticht door de heren van het Graafschap Ravensberg met de bedoeling, dat het een handelsstad zou worden. Nabij de natuurlijke doorgang door het Teutoburger Wald, die nu Bielefelder Pass heet, bouwden zij tussen 1230 en 1250 het strategisch op een heuvel boven en direct ten zuiden van de huidige binnenstad gelegen  kasteel Sparrenburg.
Onder de bescherming van de Sparrenburg ontwikkelde zich een bloeiende handelsstad, die in de 15e eeuw ook tot de Hanze toetrad.
In 1542 werd de stad door de Reformatie protestants, met uitzondering van een klooster der franciscanen, dat tot aan de 19e eeuw katholieke godsdienstuitoefening mogelijk maakte.
De 17e eeuw was een periode van grote terugval. Oorlogshandelingen (de Dertigjarige Oorlog), pestepidemieën en een aardbeving in 1612 zaaiden dood en verderf.
Herstel trad later in de 17e eeuw in, doordat de boeren - met overheidssubsidie - vlas in plaats van granen gingen verbouwen. Dit werd in huisnijverheid tot linnen verwerkt en op de Leinenlegge, de plaats waar aanbieders van linnen hun producten ter keuring neerlegden en na goedkeuring aan groothandelaren aanboden, verhandeld. Hoe belangrijk deze bedrijfstak (totdat in 1830 door concurrentie van de intussen industriële en dus goedkopere productie uit het buitenland een economische crisis optrad) was, blijkt o.a. uit het standbeeld van de linnenwever, dat sinds 1909 in het centrum van Bielefeld staat.
In de 18e eeuw ontstond de voorstad Gadderbaum (= slagboom) nabij een tolhek in de weg naar Brackwede. In deze voorstad werden door de adellijke Lutherse dominee Friedrich von Bodelschwingh in 1867 de Bodelschwingsche Anstalten opgericht. Nog steeds domineren de eind-19e-eeuwse, deels in de neogotische stijl gebouwde panden van deze instelling een deel van dit stadsdeel.
In 1891 werd het Dr. August Oetker KG-concern gesticht. Sinds die tijd is er ook een belangrijk aantal bedrijven op het gebied van machinebouw ontstaan, nog steeds een belangrijke bedrijfstak in de stad.
Het rijke joodse leven in Bielefeld werd door de nazi's bijna geheel vernietigd. In november 1938 werd de fraaie uit 1907 daterende synagoge afgebrand. Van de ca. 900 joden in Bielefeld waren er na de bevrijding in 1945 nog circa 60 over. Wel had bijna de helft van hen aan de deportaties naar de vernietigingskampen weten te ontkomen, onder andere door tijdige emigratie. In 2008 kochten de joden, wier aantal door immigratie uit o.a. Rusland en Oekraïne weer was toegenomen, een voormalige lutherse kerk en maakten daar een nieuwe synagoge van.
In 1944 en 1945 werd de stad enige malen getroffen door geallieerde bombardementen. Doelwitten waren o.a. een strategisch viaduct bij de Schildescher Obersee (50 burgerslachtoffers). Een bombardement op het stadscentrum op 30 september 1944 legde de binnenstad grotendeels in de as en kostte meer dan 600 burgers het leven.
De historische panden in het centrum werden slechts voor een klein deel herbouwd; er werd wel nieuwbouw gecreëerd met aan de voorzijde reconstructies van de oude gevels.
In 1969 kreeg de - na de oorlog zeer welvarend geworden - stad een universiteit. De gebouwen waren in 1976 voltooid.

## Bestuurlijke indeling

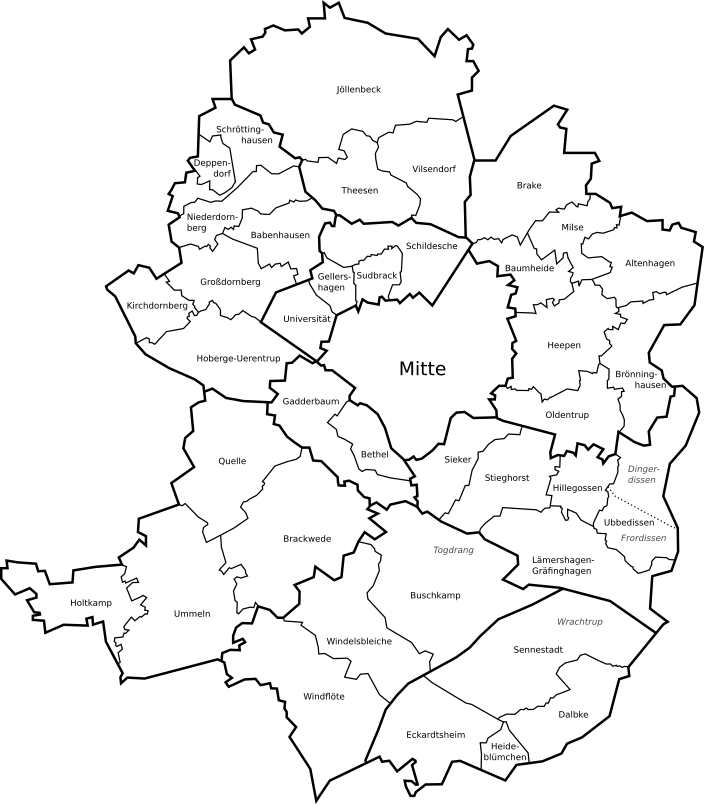
Kaart van de stadsdelen van Bielefeld
De recente verdeling in stadsdistricten (Stadtbezirke)

Bielefeld is verdeeld in tien stadsdistricten (Duits: Stadtbezirke). Deze districten met bijbehorende stadsdelen zijn:
- Brackwede, ca. 40.000 inwoners: Quelle, Holtkamp, Ummeln
- Dornberg, ca. 19.000 inwoners: Niederdornberg, Großdornberg, Kirchdornberg, Deppendorf, Hoberge-Uerentrup, Schröttinghausen, Babenhausen. Dit nog ietwat landelijke stadsdeel, bestaande uit voormalige boerendorpen, is geliefd bij Bielefelders, die enigszins landelijk willen wonen.
- Gadderbaum,  ca. 10.000 inwoners: Bethel. Locatie van een der grootste zorginstellingen van heel Duitsland, de  in de 19e eeuw opgerichte Bodelschwinghsche Anstalten Bethel
- Heepen, ca. 47.500 inwoners: Altenhagen, Baumheide, Brake, Brönninghausen, Milse, Oldentrup; dit stadsdeel werd al in de late 19e eeuw een complex van woon- en industrie-voorsteden van Bielefeld.
- Jöllenbeck, ca. 22.000 inwoners: Theesen, Vilsendorf. Ook dit gebied bestond tot de 19e eeuw uit dunbevolkt boerenland.
- Bielefeld-Mitte, ca. 78.000 inwoners: Sieker, en het centrum van de eigenlijke stad Bielefeld.
- Schildesche, ca. 41.000 inwoners: Gellershagen, Sudbrack; in dit stadsdeel ten noorden van de binnenstad staat de universiteit; dit stadsdeel was rond 1880 al sterk geïndustrialiseerd.
- Senne, ca. 20.000 inwoners: Windelsbleiche, Windflöte, Buschkamp
- Sennestadt, ca. 21.000 inwoners: Dalbke, Eckardtsheim, Heideblümchen. Voorbeeld van in de tweede helft van de 20e eeuw als vernieuwend geldende stedenbouw.
- Stieghorst, ca. 32.000 inwoners: Sieker, Hillegossen, Ubbedissen, Lämershagen

Het genoemde bevolkingscijfer per stadsdistrict heeft betrekking op het jaar 2017.

## Bevolkingsontwikkeling
In 1972 was er een herindeling, waardoor de grafiek een grote sprong maakt.

## Economie

### Industrie en handel
- In de stad is het hoofdkantoor van Dr. August Oetker KG gevestigd.
- Bielefeld is ook de hoofdzetel van het Schüco-concern (officieel: Schüco International KG), een wereldwijd opererende producent van kunststof kozijnen en andere bouwelementen.
- Boge is een compressorenfabriek in het stadsdeel Jöllenbeck.
- Bielefeld heeft nog vele andere industriële en handelsbedrijven, vooral in de branches machinebouw en voedingsmiddelenindustrie.

### Overig
- In Bielefeld is, geconcentreerd in één groot gebouwencomplex, de Universiteit Bielefeld gevestigd, alsmede een toneel- en muziekacademie, en daarnaast nog enige andere instellingen van hoger onderwijs. Afgezien van de werkgelegenheid bij deze instellingen zelf, trekt dit ook jonge, innovatieve ondernemers aan, die met wetenschappelijke ondersteuning nieuwe bedrijven opstarten. Er is ook een academisch ziekenhuis in Bielefeld.
- De stad is zetel van tal van dienstverlenende instellingen. De belangrijkste daarvan zijn de Bodelschwingsche Anstalten, een complex van zorginstellingen voor zieken, gehandicapten en daklozen. Deze, oorspronkelijk van de diaconie van de Evangelisch-Lutherse kerk uitgaande, instelling is de qua aantal medewerkers grootste werkgeefster van de stad.
- Het stadsgebied is zeer uitgestrekt; er is nog een aanzienlijk aantal landbouw- en veeteeltbedrijven binnen de stadsgrenzen.

## Kunst, cultuur, toerisme

### Bezienswaardigheden
- Ruïne kasteel Sparrenburg, ten zuiden van de binnenstad, met uitzichttoren en omliggend park: Het kasteel ontstond in de 13e eeuw; de vestingwerken werden in de 16e en 17e eeuw gemoderniseerd; de ruïne werd aan het eind van de 19e eeuw op last van keizer Wilhelm II van Duitsland gerestaureerd en deels, niet geheel getrouw aan de oorspronkelijke situatie, gereconstrueerd.
- De gotische  Nikolaikirche (Sint Nicolaaskerk) in het stadscentrum dateert uit de 13e eeuw. Het gebouw is in de periode 1950-1965 ingrijpend gerestaureerd. De kerk bezit een altaarstuk, gemaakt in 1524, uit de Antwerpse School, met fraai houtsnijwerk.
- De eveneens gotische Neustädter Marienkirche met haar twee markante torens speelde tijdens de Reformatie een opvallende rol. Vanaf 1543 vonden er in hetzelfde gebouw zowel protestantse als katholieke kerkdiensten plaats. De voor elk van beide confessies beschikbare ruimtes waren door een -helaas in 1840 gesloopt- doksaal gescheiden. De torens van de kerk werden in 1944 verwoest bij het bombardement en zijn in 1966 herbouwd. De driebeukige hallenkerk bezit een omstreeks 1400 aan Maria gewijd altaarstuk.
- De Zusterkerk van het voormalige Augustinessenklooster dateert uit 1491 en is na de verwoesting in 1944 in originele stijl herbouwd.
- De St.Jodocuskerk van het voormalige franciscanenklooster is als enige oude kerk in Bielefeld rooms-katholiek gebleven. De  kerk dateert uit de vroege 16e eeuw. De kerk bezit een zgn. Zwarte Madonna uit 1220. Van het aanpalende klooster staat nog een deel overeind. Het wordt door de Rooms-Katholieke Kerk voor o.a. educatieve en pastoraatsdoeleinden gebruikt.
- De 14e-eeuwse, gotische Peterskirche in het dorp Kirchdornberg is interessant vanwege haar ouderdom.
- Gadderbaum bezit een openluchtmuseum  (het Bauernhaus-Museum).
- Aan de Alte Markt (het marktplein), maar ook elders in het centrum staan enige monumentale, van origine zeer oude, huizen, die alle na 1945 deels in originele stijl zijn herbouwd, o.a. het Crüwell-Haus en het oude raadhuis.
- Het marktplein met de Stiftkirche en een aantal oude huizen van het oude dorp Schildesche vormt een harmonieus geheel.
- De witte Ostmannturm met rond dak, een voormalige watertoren is een markant gebouw, dat thans een studentenwooncomplex is.

#### Musea
- Kunsthalle Bielefeld (bouwjaar 1968), museum voor moderne kunst met beeldentuin
- Een voormalig textielfabrieksgebouw met bijbehorende directeursvilla  iets buiten het centrum, de Ravensberger Spinnerei, huisvest twee musea, waaronder het historisch museum van de stad Museum Huelsmann, en daarnaast o.a. een bioscoop, een volkshogeschool en een uitgaansgelegenheid voor jongeren.
- Geologisch museum in het uit 1682 daterende gebouw Spiegelshof met o.a. opgezette vogels en insecten, fossielen en prehistorische pijlpunten en andere artefacten.

#### Muziek, theater e.d.
De in 1930 onder leiding van het gerenommeerde architectenbureau Tietmann & Haake gebouwde Rudolf-Oetker-Halle biedt speelruimte aan opera, operette, ballet, musical en toneel. Deze hal ligt aan de westrand van de stad, bijna naast het voetbalstadion van Arminia Bielefeld. Het gebouw heeft in de Grote Zaal ca. 1550 zitplaatsen en in de Kleine Zaal 300. Ook in de foyer kunnen kleine concerten e.d. worden gehouden. Hier zijn 120 zitplaatsen. De Rudolf-Oetker-Halle is in heel Duitsland beroemd om haar goede akoestiek.
De stad heeft sinds 1901 een eigen klassiek orkest, de Bielefelder Philharmoniker, dat hier vaak optreedt. Andere orkesten met een overwegend klassiek repertoire zijn het Freie Sinfonieorchester Bielefeld en de Junge Sinfoniker.
Andere traditionele schouwburgen in Bielefeld zijn het Theater am Alten Markt en het Stadttheater. Het ALARMTheater is een toneelgebouw voor kinder- en jongerentoneel. Het Theaterlabor is een speelplaats voor modern, experimenteel theater in een voormalige machinefabriek.

#### Overige
- Aan de zuidwestrand van de stad, in stadsdeel Gadderbaum op de helling van de Kahler Berg bevindt zich de in 1912 gestichte Botanische Tuin van de universiteit. Deze is het gehele jaar gratis toegankelijk.
- Ten noorden van het stadsdeel Schildesche is de 20 ha grote Obersee, een voormalig, in 2009 grondig gesaneerd stuwmeer. Hier trekken de inwoners van Bielefeld naar toe voor watersport en strandvertier. Een fraai, uit 1616 daterend vakwerkhuis uit Schildesche werd van daar naar de oever van het meer verplaatst en is nu café-restaurant.
- Uitzichttorens: Hünenburg op de bergrug van het Teutoburger Wald, ten zuidwesten van de stad, en Eiserner Anton, ten zuidoosten van de stad.
- De Hermannsweg, een langeafstandswandelroute, doet de Sparrenburg in Bielefeld aan.

### Evenementen
- Leinewebermarkt, muziekfestival in het stadscentrum met kermis, jaarlijks in een weekend rond de 21ste mei

### Sport
DSC Arminia Bielefeld is de professionele voetbalclub van Bielefeld en speelt in de SchücoArena.

## Ligging, verkeer, vervoer

Kaart tram- en metronet

De stad ligt ongeveer 50 km ten oosten van Osnabrück en ca. 40 km ten noordwesten van Paderborn aan weerszijden van de hier slechts enkele kilometers brede rug van het Teutoburger Woud. Het stadscentrum en de meeste buitenwijken liggen aan de noordoostkant van deze rug, maar de stadsdelen Brackwede, Senne en  Sennestadt aan de zuidwestkant, iets noordelijk van het heidegebied Senne en de buurgemeentes Gütersloh en Schloß Holte-Stukenbrock.
Ter hoogte van de stad zelf is een noordoost-zuidwest georiënteerde  uitholling in de bergrug, de Bielefelder Pass. Door deze uitholling loopt de spoorlijn van Herford naar Gütersloh door Bielefeld heen. Parallel hieraan loopt de belangrijkste uitvalsweg van Bielefeld, de Ostwestfalendamm. Deze is deels in een tunnel gelegd. De hierdoorheen lopende weg begint 500 m ten noorden van de oude binnenstad, eindigt in Brackwede, en is ongeveer 3 km lang.
Bielefeld heeft spoorverbindingen met alle andere belangrijke steden in de omgeving. Iets ten noorden van de oude binnenstad ligt treinstation Bielefeld Hauptbahnhof. Het is onder andere een schakel in de spoorverbindingen tussen Keulen en Berlijn.
In het oostelijke stadsdeel Heepen, en wel in Oldentrup, is ook een station van de stoptreinen Bielefeld Hbf.- Lemgo vice versa. In Heepen- Brake staat een, tweemaal per uur bediend, station (Bahnhof Brake b Bielefeld) aan de spoorlijn Hannover - Hamm.

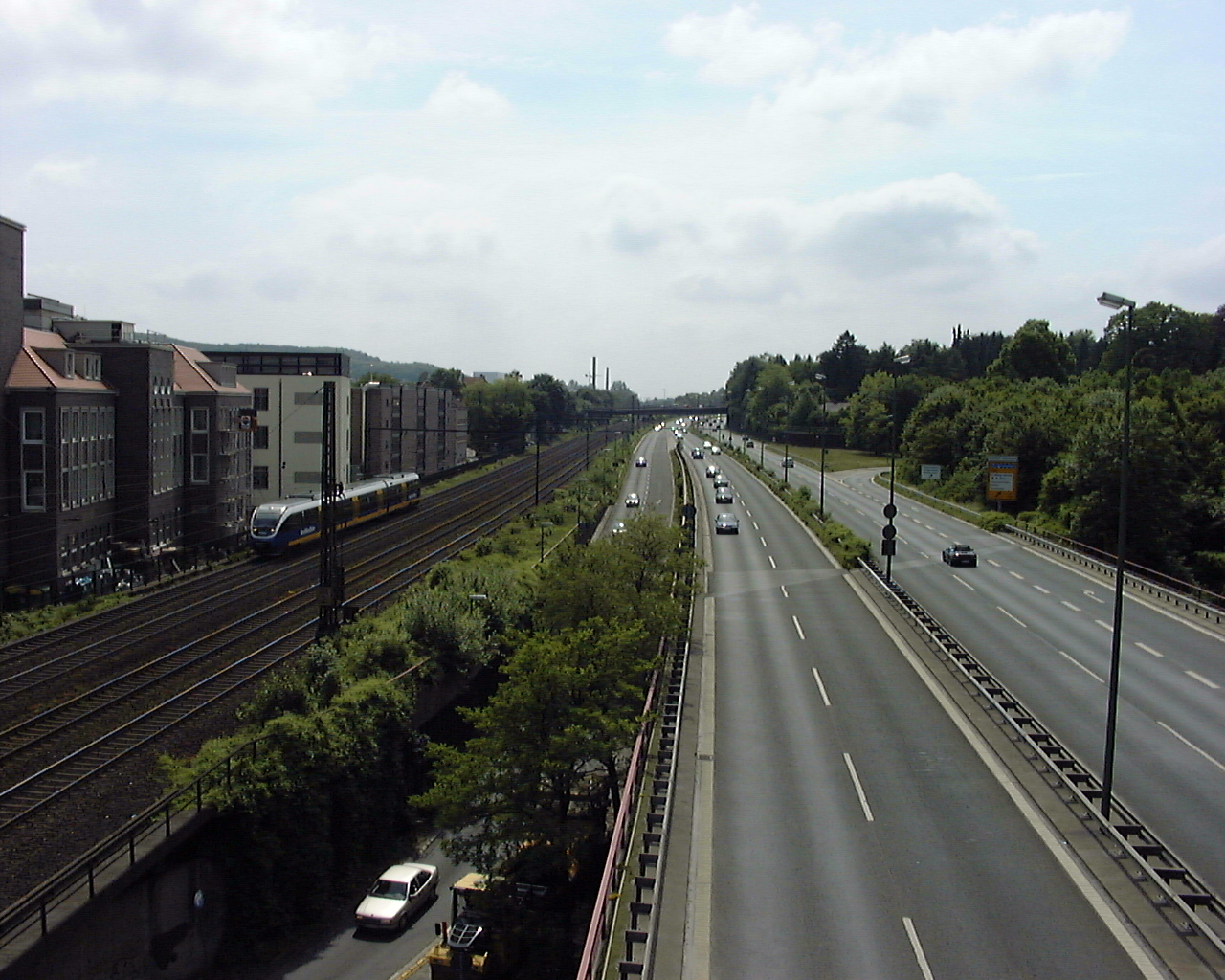
Hoofdverkeersader Ostwestfalendamm
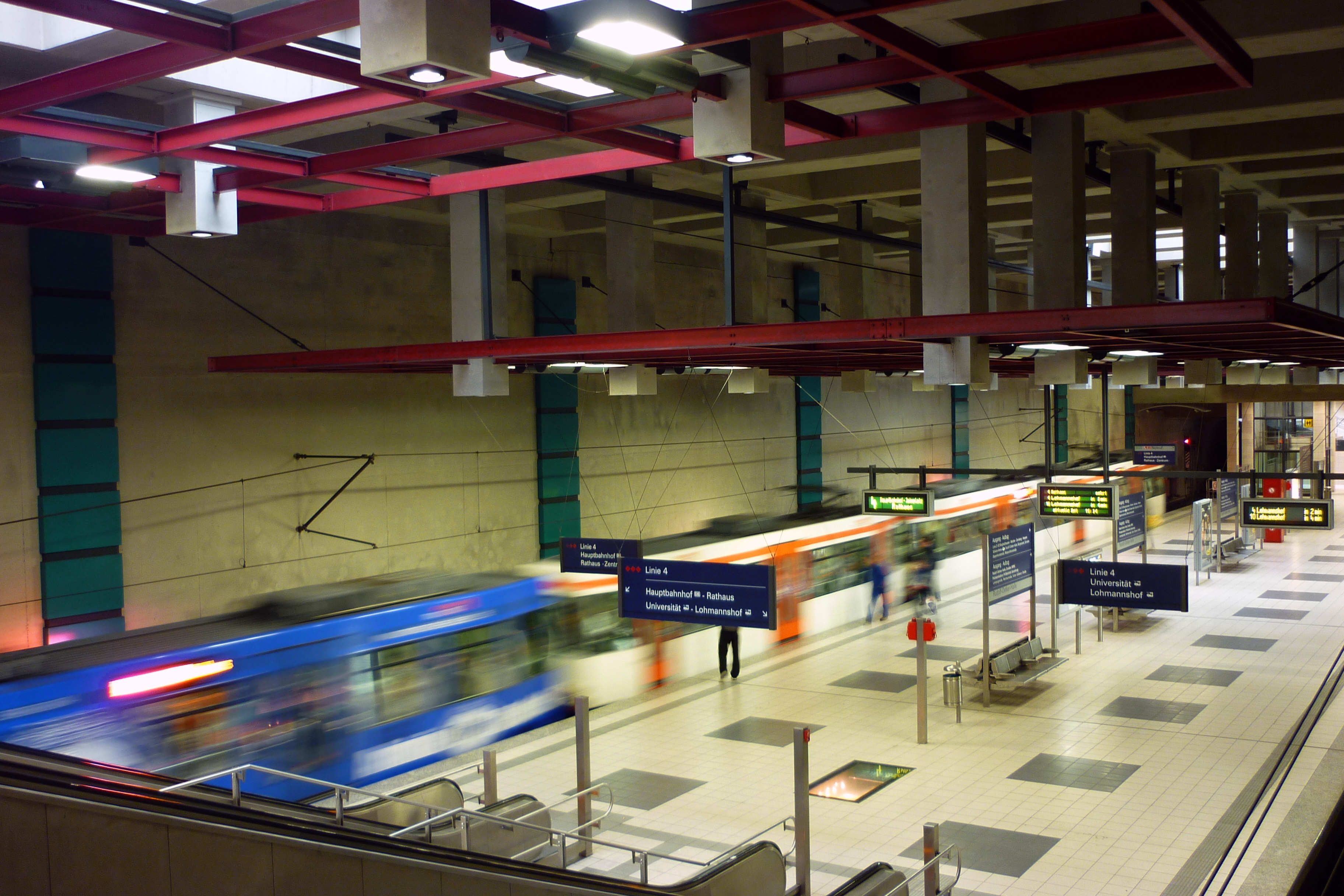
Metrostation Oetkerhalle
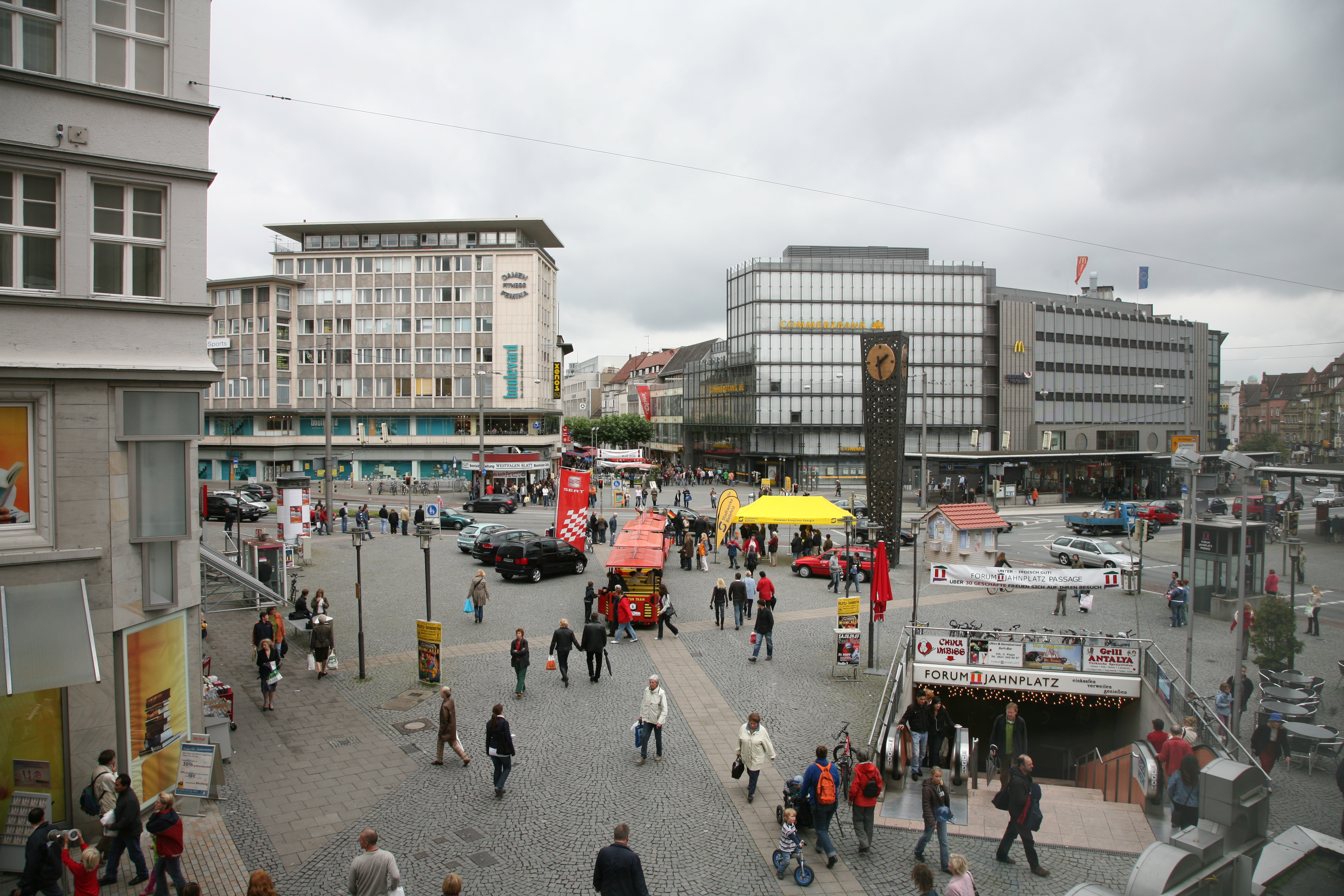
De Jahnplatz, OV-knooppunt in het centrum
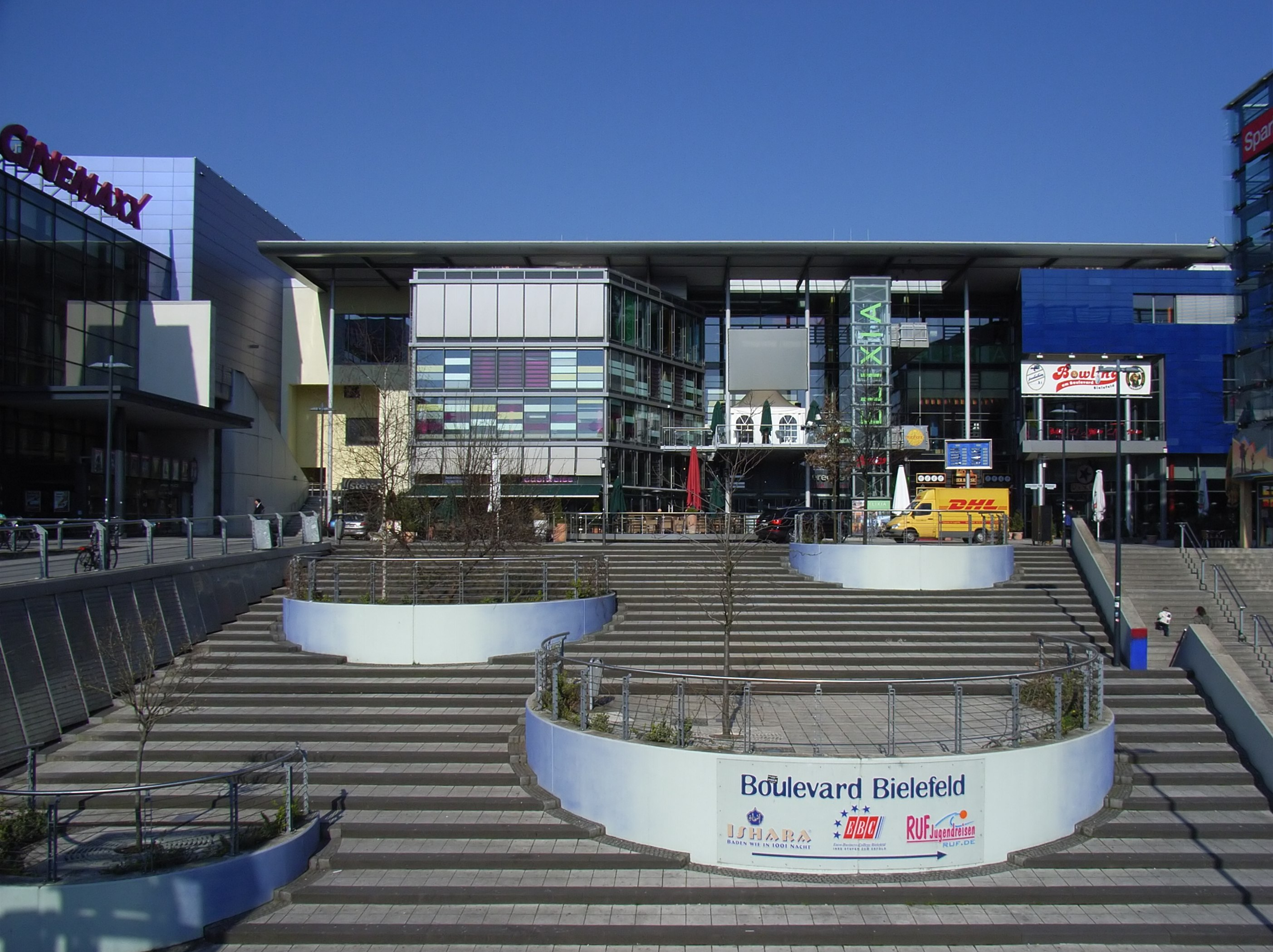
Nieuwbouw bij het station, links bioscoop Cinemaxx
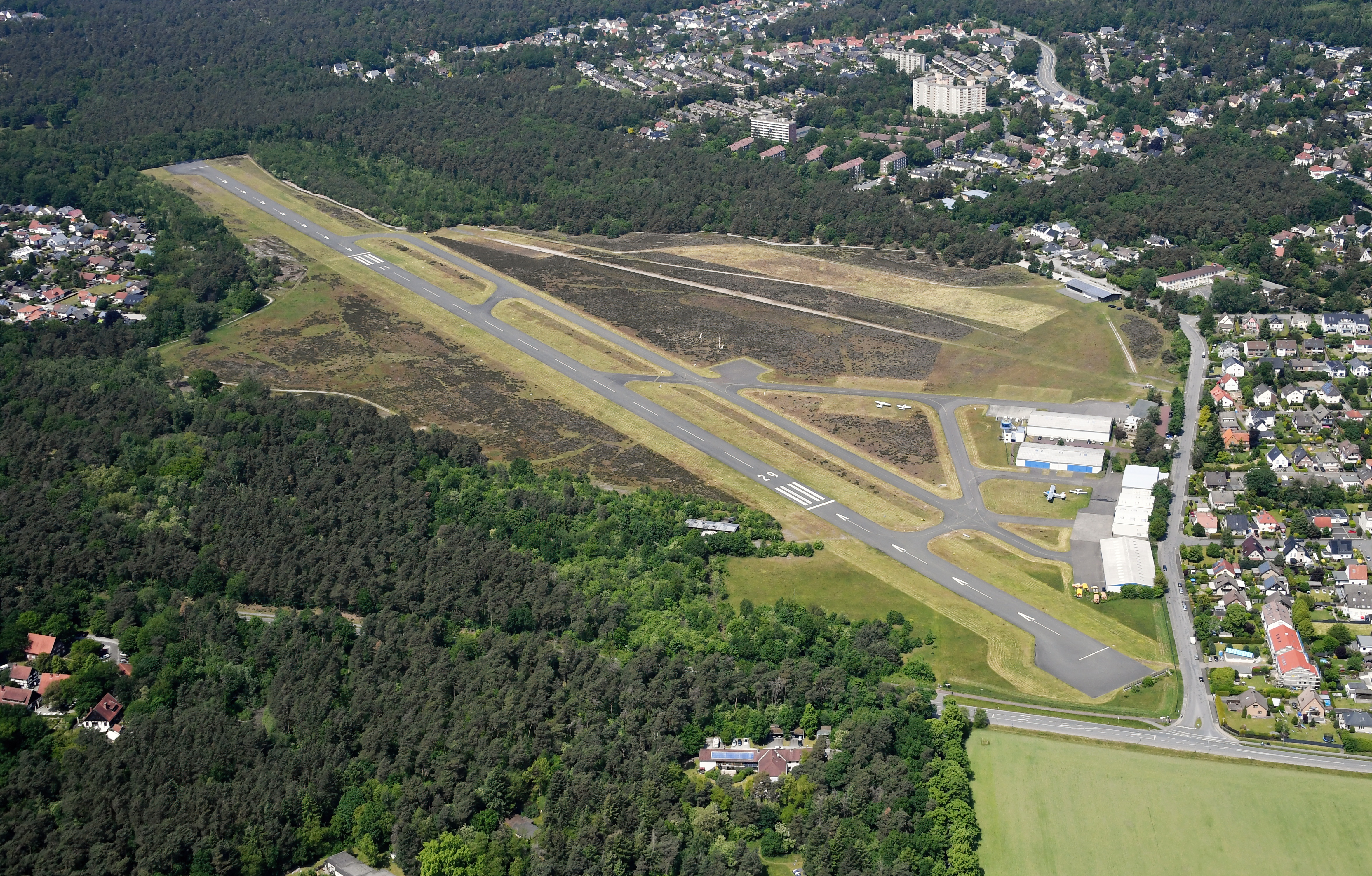
Vliegveld Bielefeld

De stad beschikt over een Stadtbahn-net met 4 lijnen. De voertuigen rijden binnen de stad ondergronds (de facto heeft Bielefeld dus een metronet) en waaieren vanaf het centrale knooppunt bij het Hauptbahnhof in 7 richtingen uiteen. Het tramlijnennet bestaat gedeeltelijk sinds 1900.
Zeven kilometer ten zuiden van het centrum, in stadsdeel Senne, bevindt zich een klein vliegveld (IATA-code: BFE; ICAO-code EDLI). Het heeft één verharde, 1256 m lange start- en landingsbaan. Er is een verkeerstoren, maar geen luchtverkeersleiding. Een VASI-voorziening is wel aanwezig. Het vliegveld wordt door Cessna- en andere kleinere zakenvliegtuigen gebruikt.

## Partnersteden
Bielefeld onderhoudt met de volgende zeven steden een stedenband:
- Rochdale, Verenigd Koninkrijk, sinds 1953
- Enniskillen, Verenigd Koninkrijk, sinds 1958
- Concarneau, Frankrijk, sinds 1973
- Nahariya, Israël, sinds 1980
- Novgorod, Rusland, sinds 1987
- Rzeszów, Polen, sinds 1991
- Estelí, Nicaragua, sinds 1995

## Bekende inwoners van Bielefeld

### Geboren
- Johan Frederik Lodewijk Schröder (1774-1826), theoloog en wiskundige
- Friedrich Wilhelm Murnau (1888-1931), filmregisseur van expressionistische films
- Hermann Stenner (1896-1914), expressionistisch schilder
- Theo Ortmann (1902-1941), edelsmid, emigreerde naar Amsterdam
- Horst Wessel (1907-1930), propagandist voor het nationaalsocialisme
- Wilhelm Lohmeyer (1912-2012), botanicus
- Rudolf-August Oetker (1916-2007), directeur van Dr. August Oetker KG
- Hajo Meyer (1929-2014), Joods-Nederlands natuurkundige en politiek activist
- Rüdiger Nehberg (1935-2020), mensenrechtenactivist en strijder tegen vrouwelijke genitale verminking
- Irmgard Möller (1947), terroriste (RAF)
- Ingolf Lück (1958), komiek, acteur, presentator
- Nina George (1973), schrijfster en journaliste
- Mehmet Akgün (1986), voetballer
- Lena Goeßling (1986), voetbalster
- Friederike Repohl (1994), voetbalster
- Maren Tellenbröker (2000), voetbalspeelster

### Overleden
- Friedrich von Bodelschwingh (1831-1910) stichter van de Bodelschwingsche Anstalten Bethel in Bielefeld-Gadderbaum, aldaar overleden.
- Heinz Schürmann (1922-2010), grootondernemer, oprichter van het Schüco-concern

## Galerij

### Kerkgebouwen e.d.

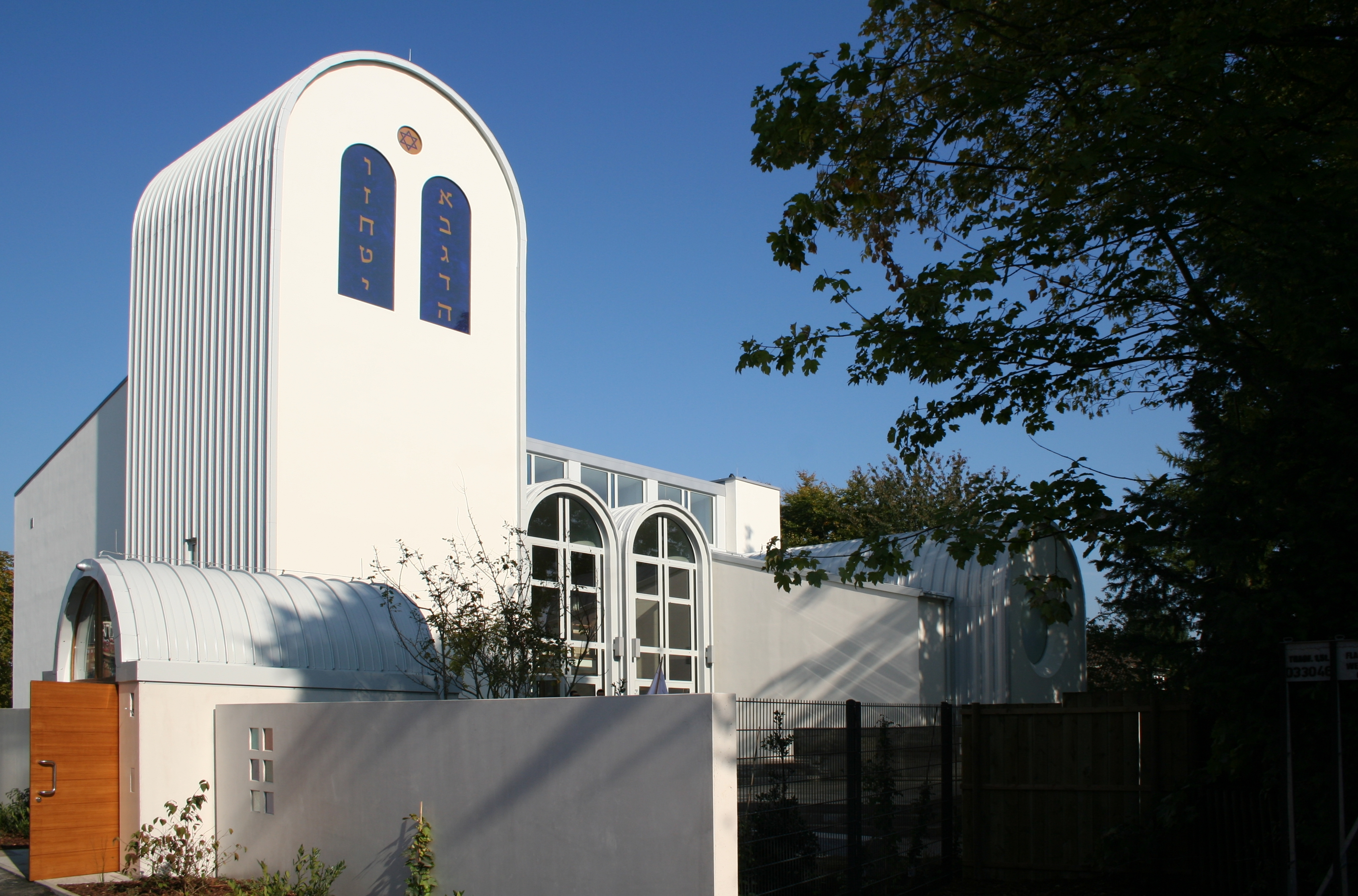
Nieuwe synagoge
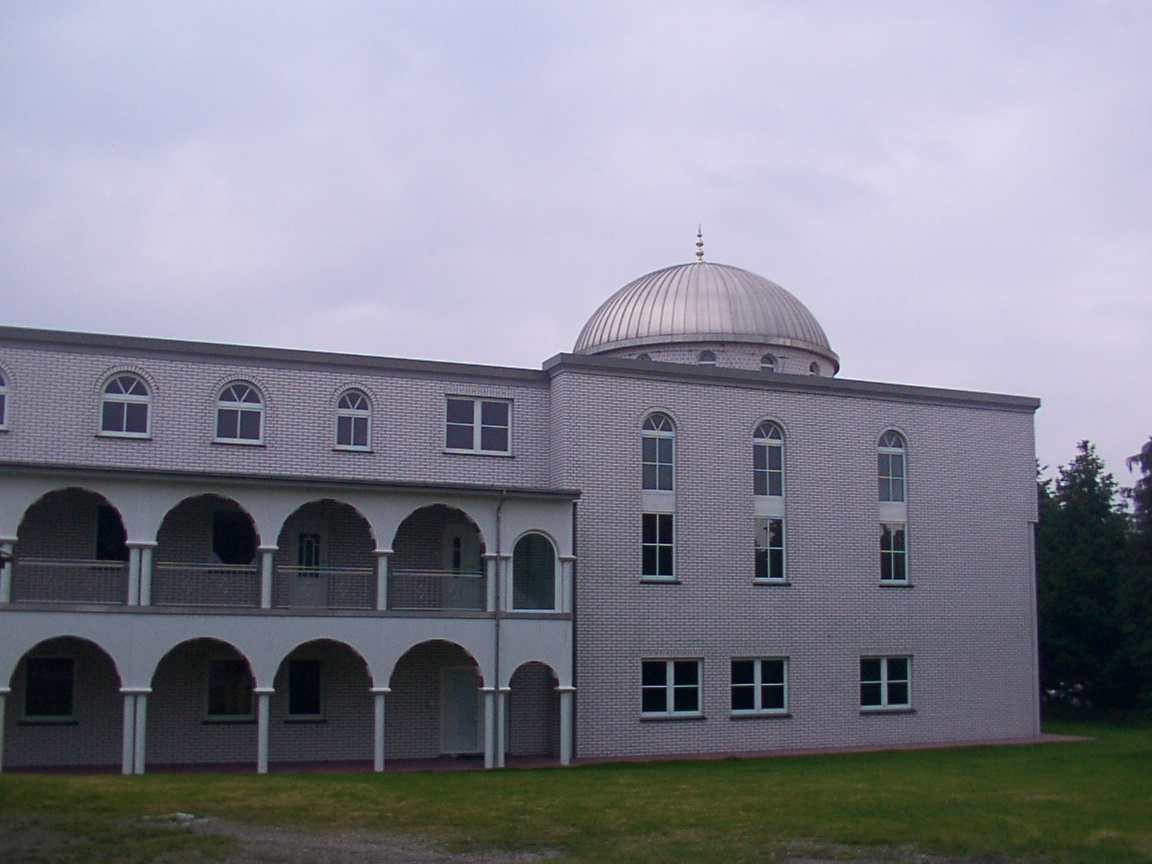
Watan- (Vaderland-)moskee, Brackwede
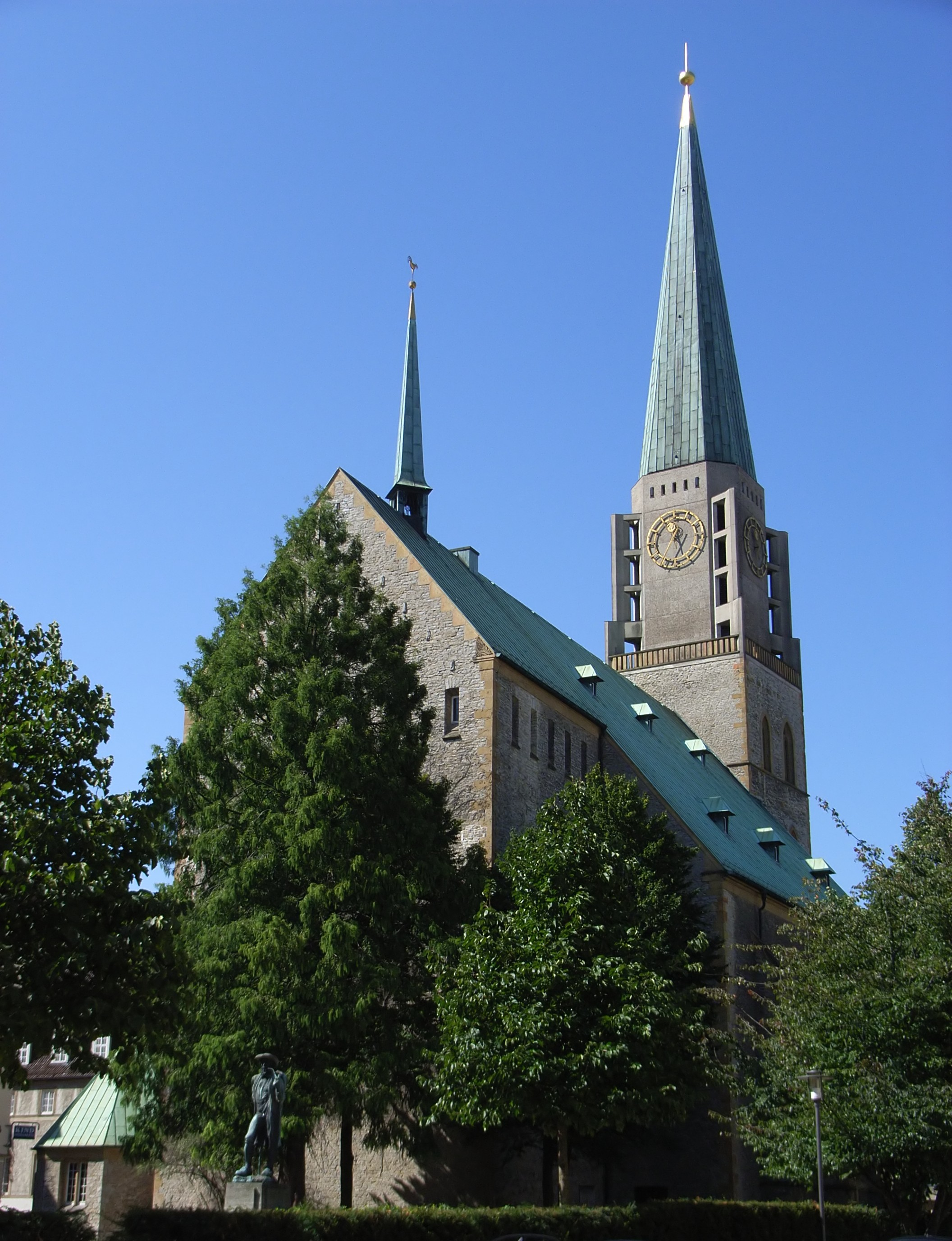
St. Nicolaaskerk
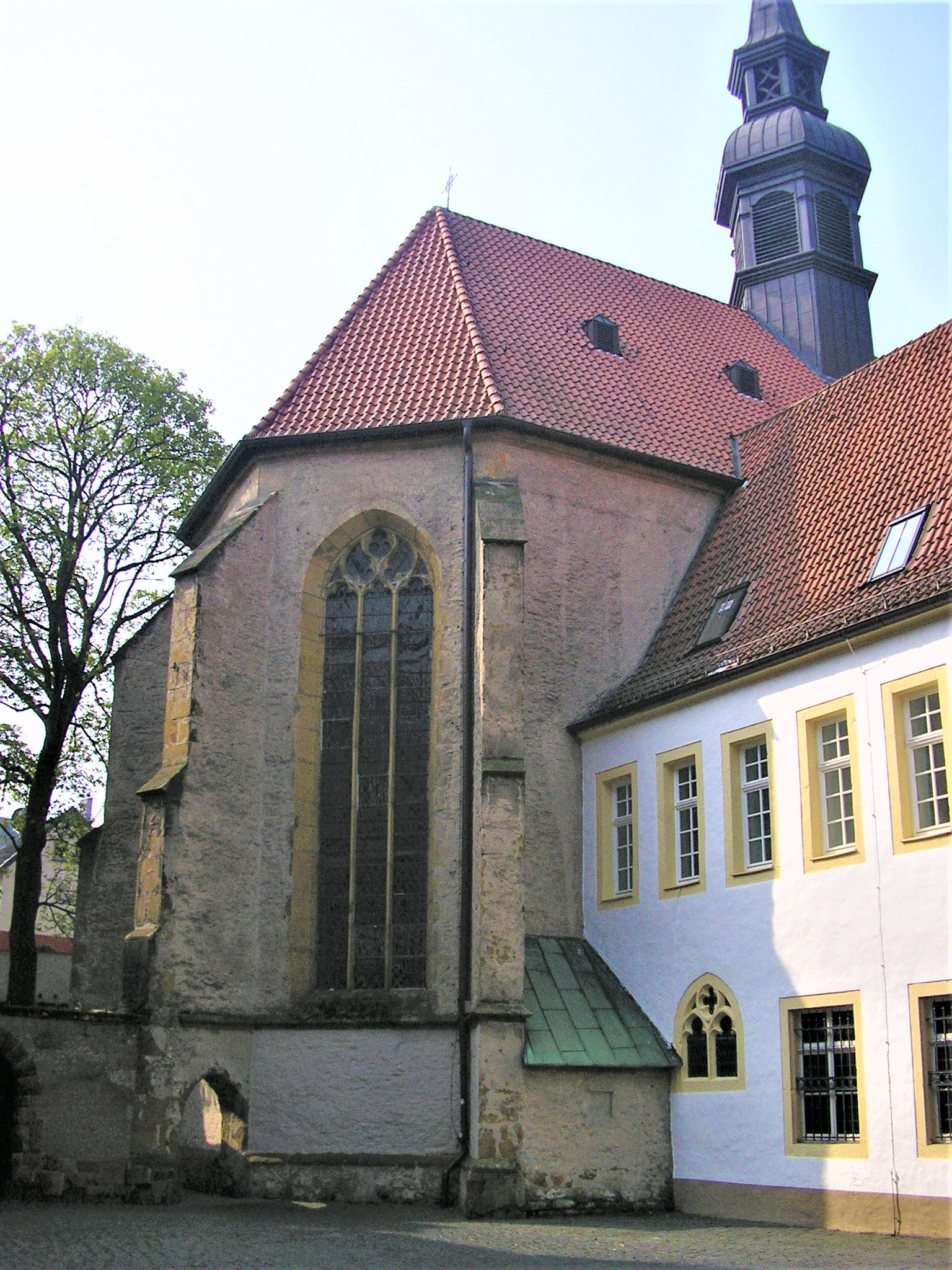
St. Jodocuskerk met voormalig kloostergebouw ernaast
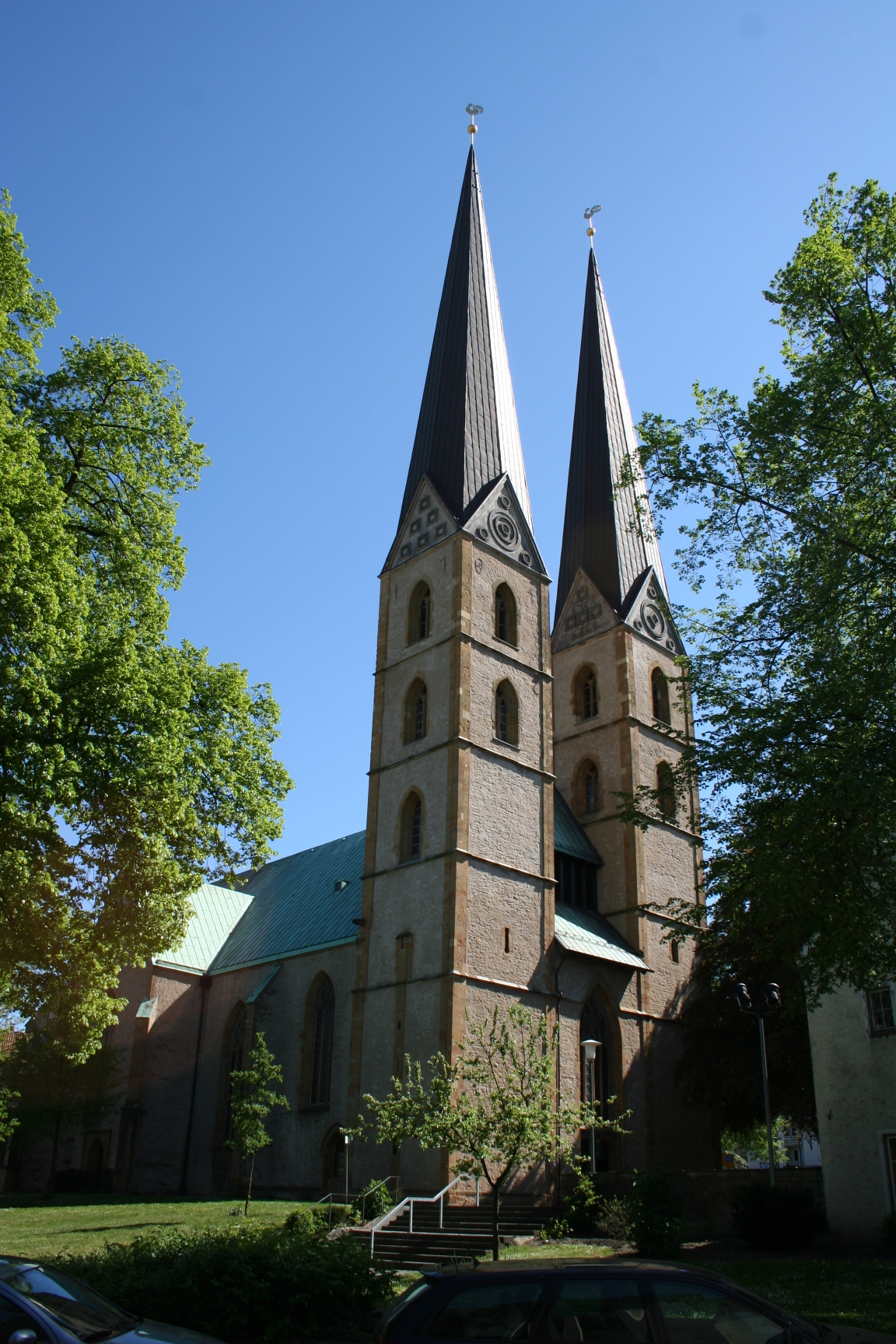
Mariakerk Neustadt
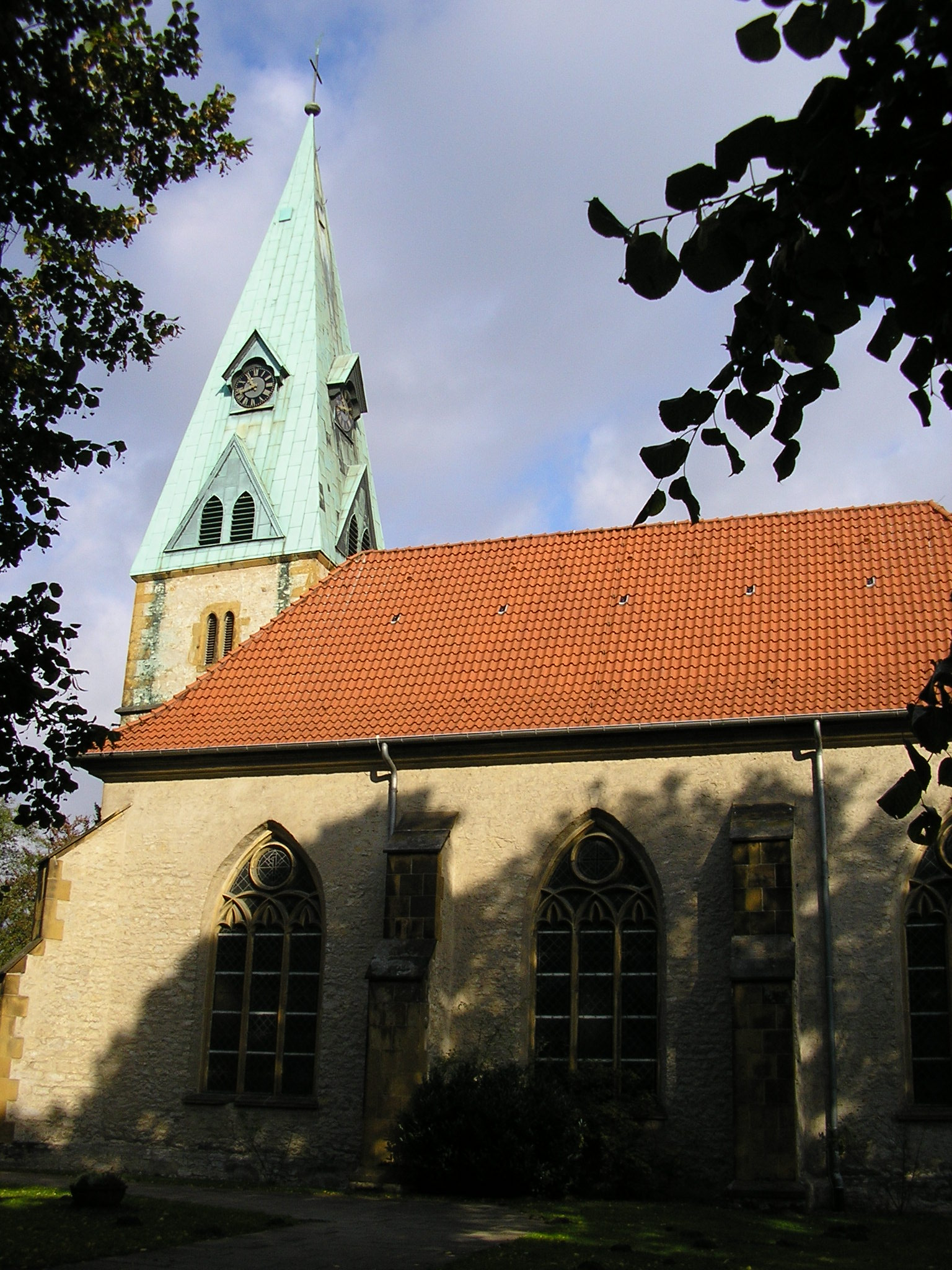
Heepen, St. Petrus- en Pauluskerk

### Binnenstad

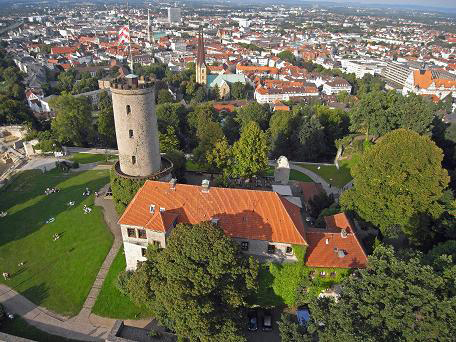
Sparrenburg met gezicht op de binnenstad
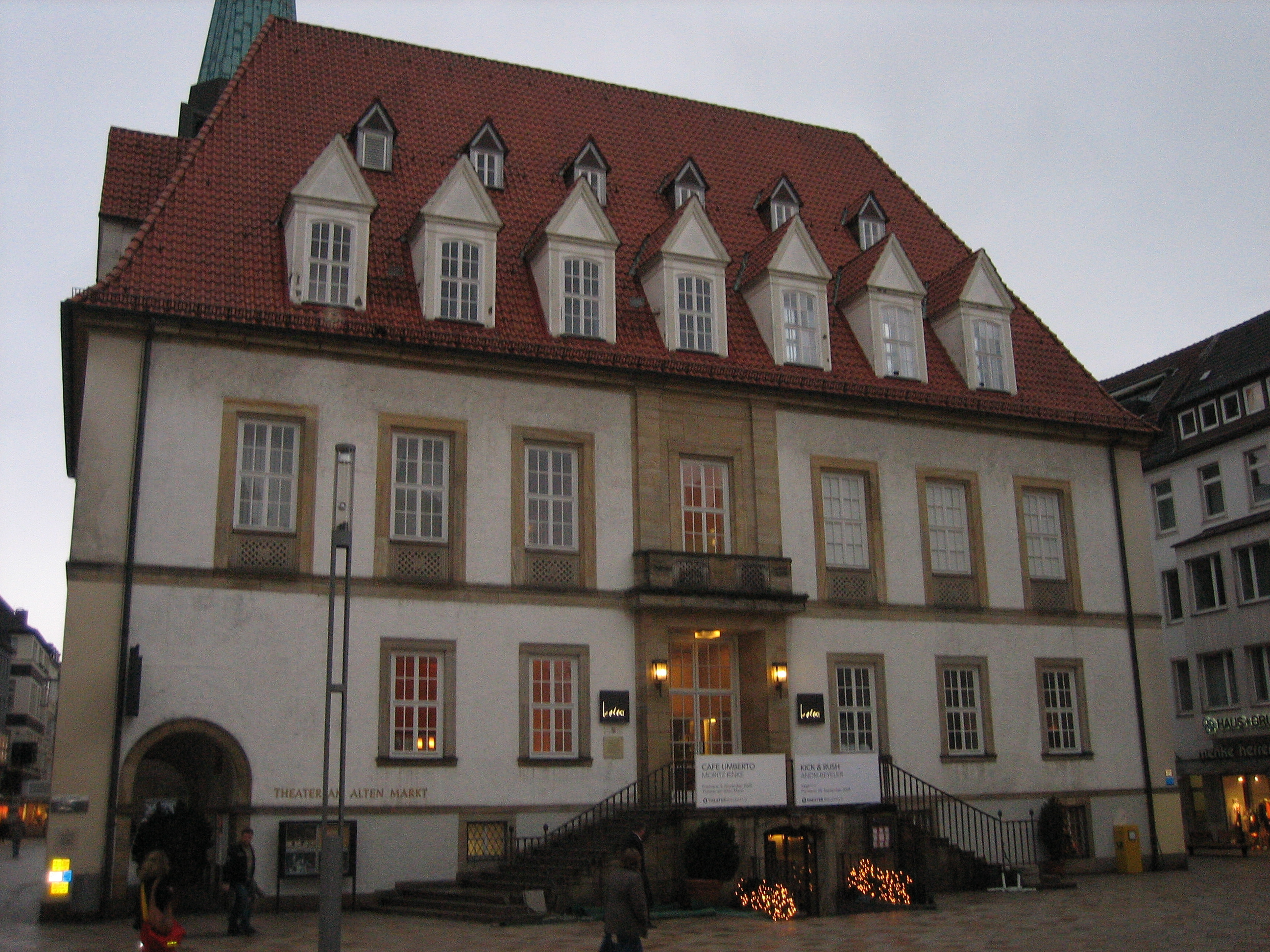
Theater aan de Alter Markt
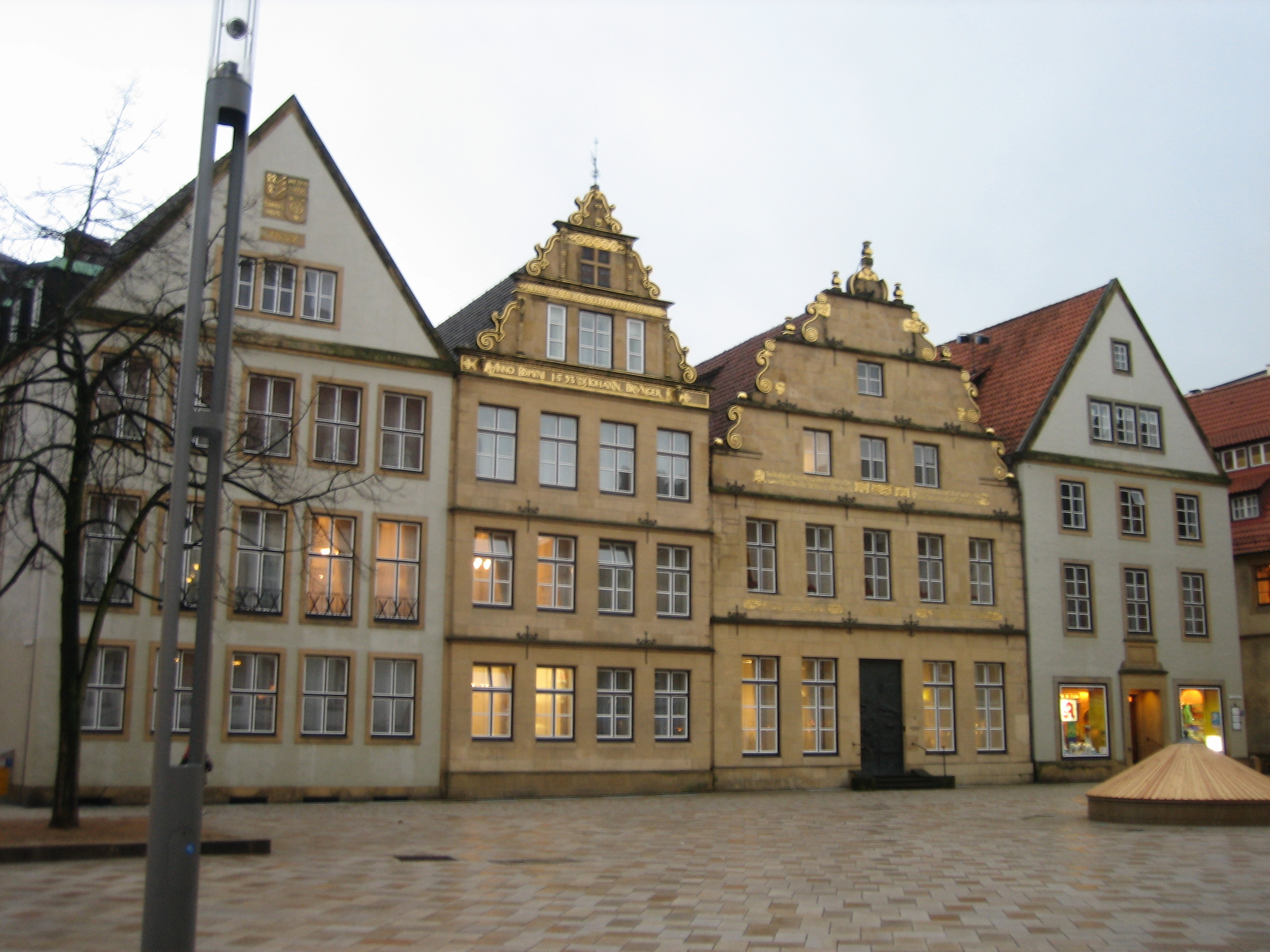
Bielefeld Alter Markt
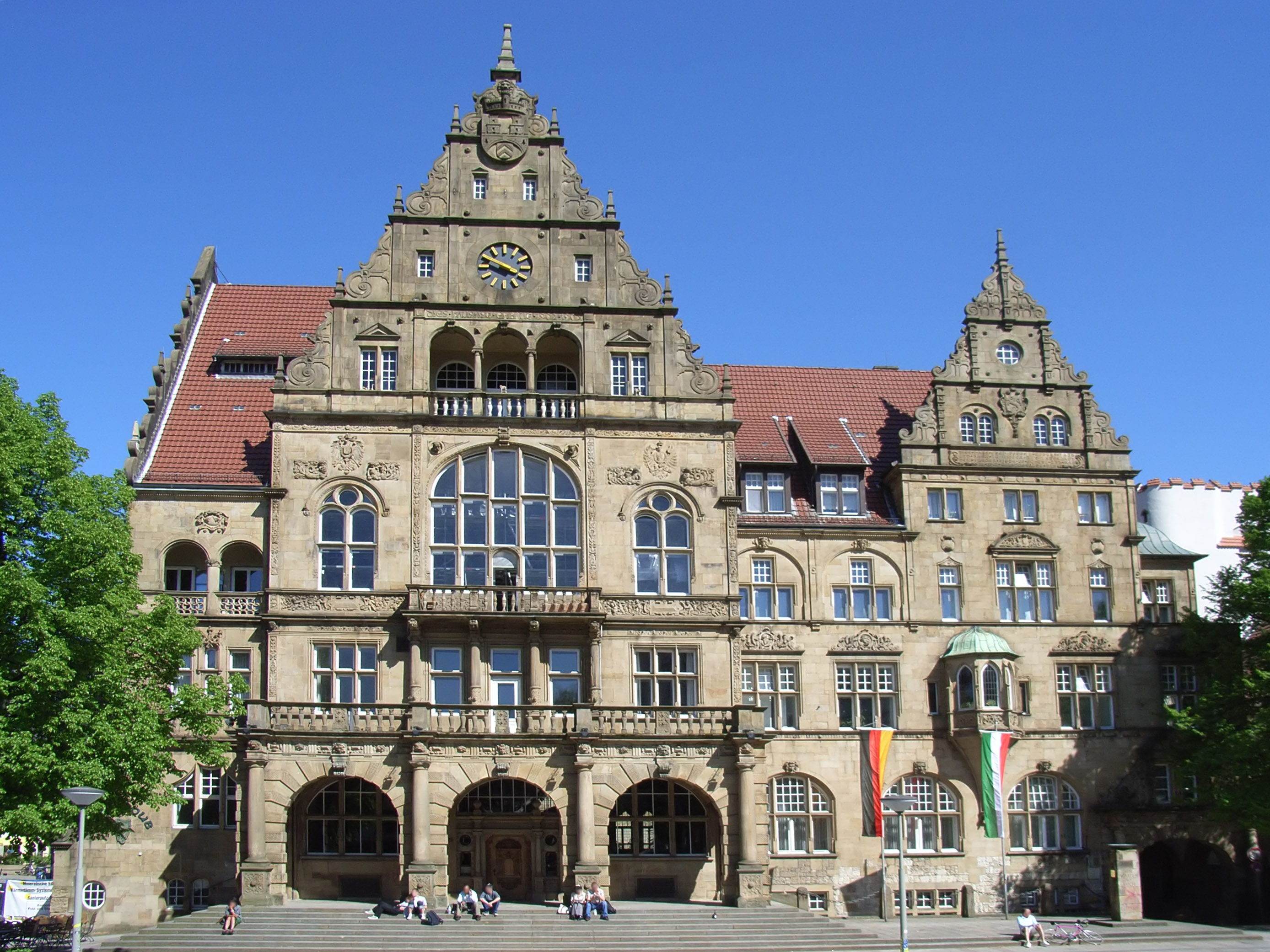
Het oude raadhuis
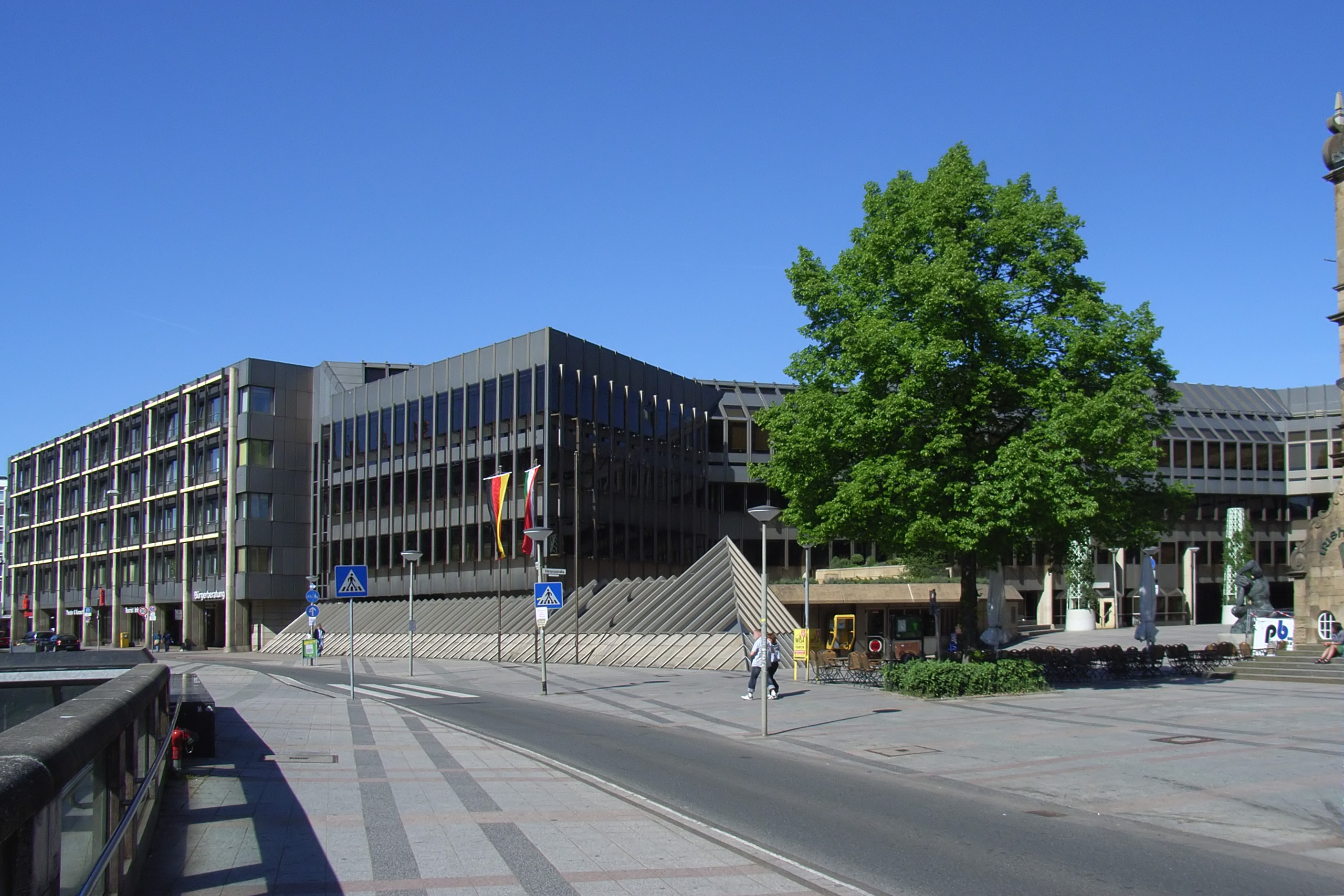
Het nieuwe raadhuis
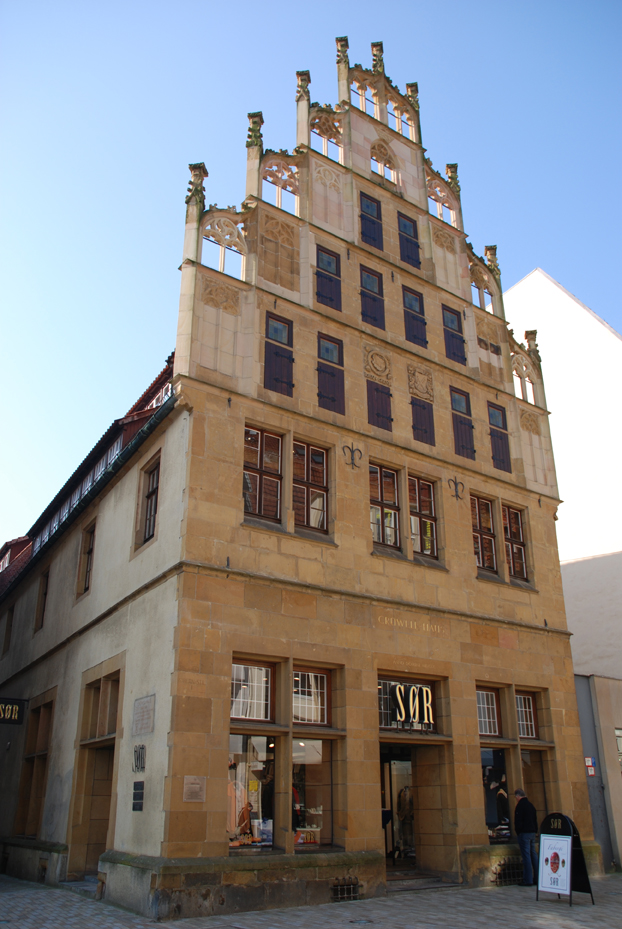
Het herbouwde Crüwell-huis
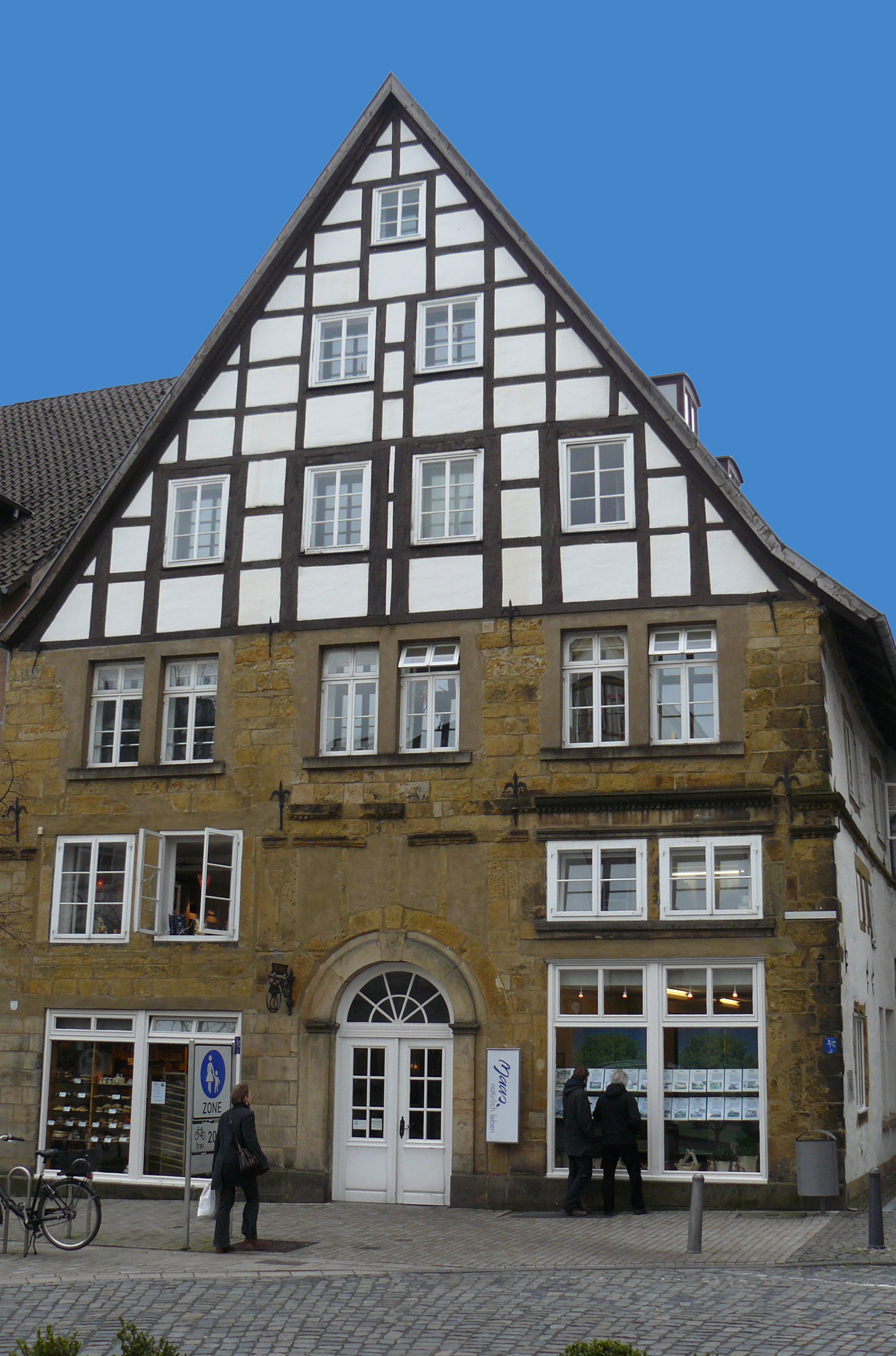
Haus Müller, het oudste nog bestaande huis in de stad
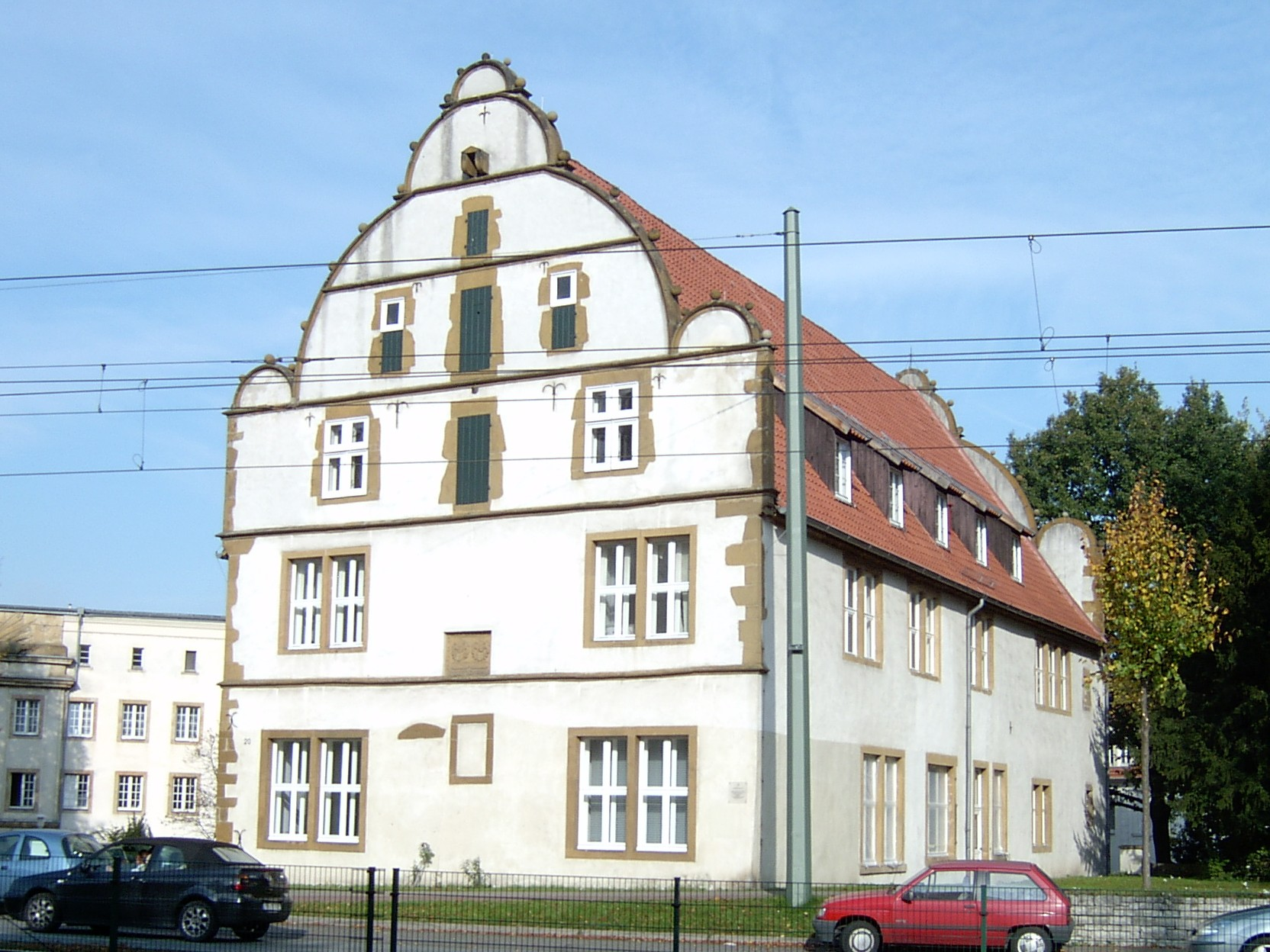
Huis Spiegelshof (museum)
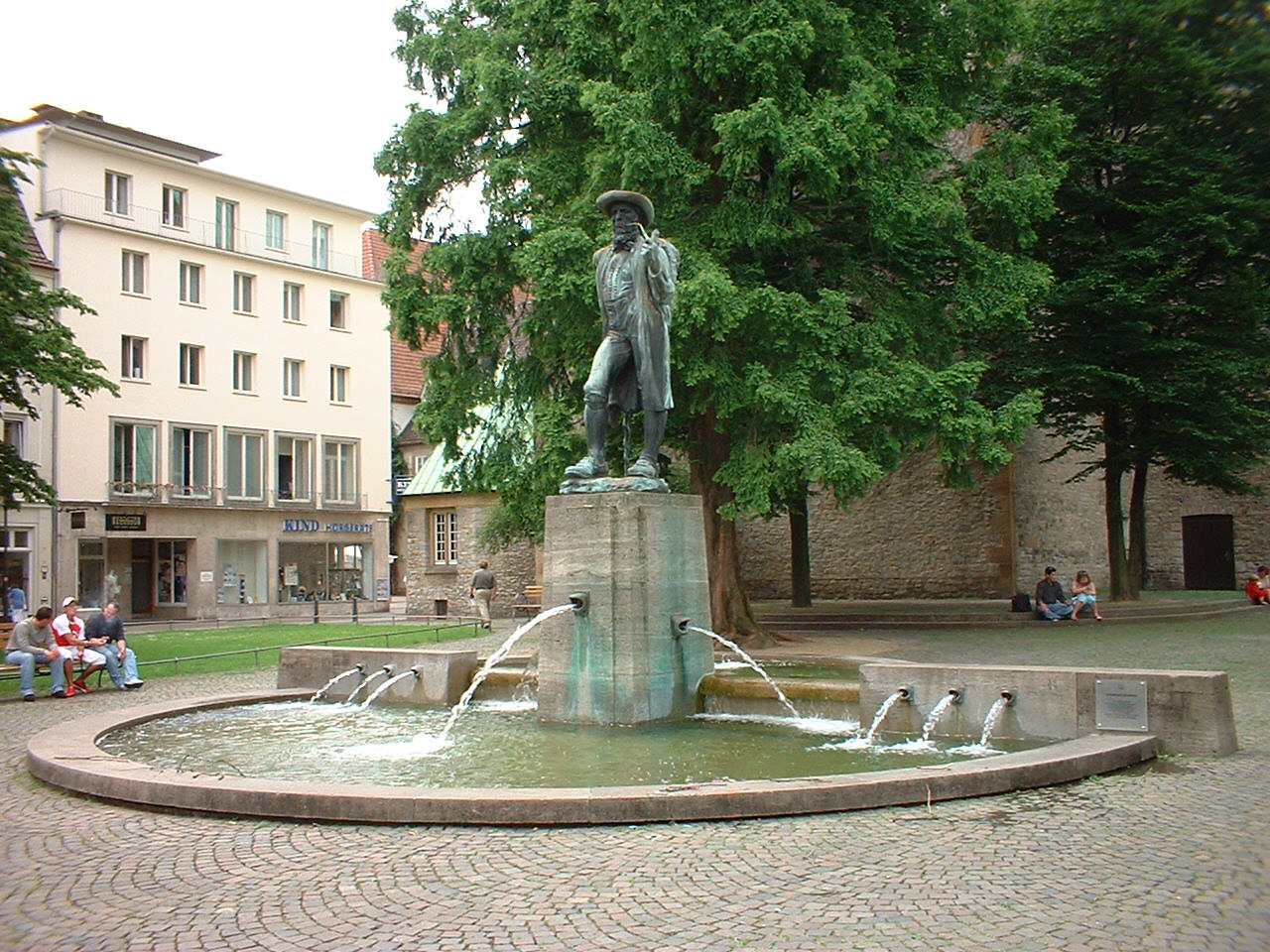
Linnenweversmonument

### Overige

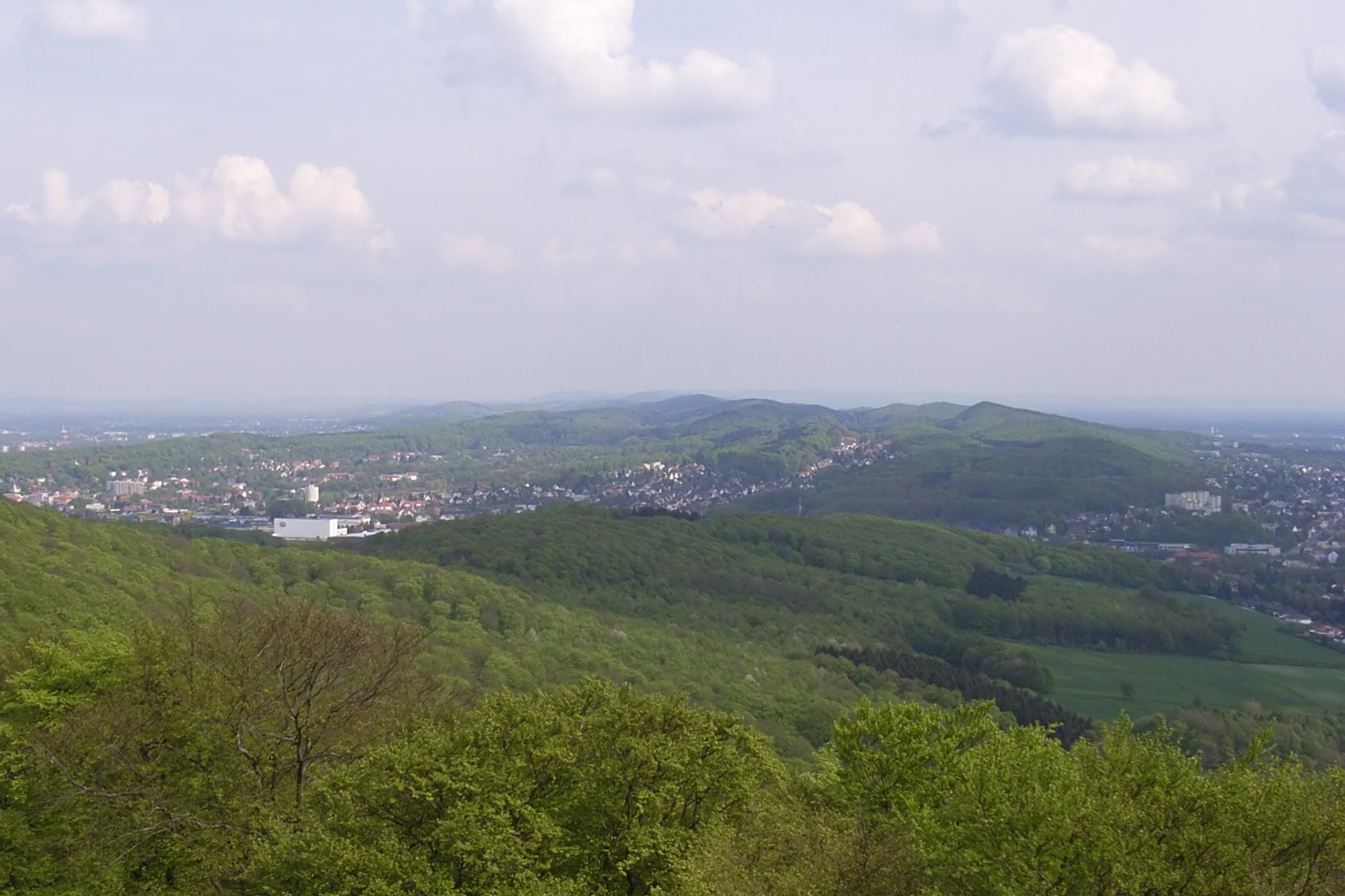
Uitzicht vanaf de Hünenburg op het Teutoburger Woud
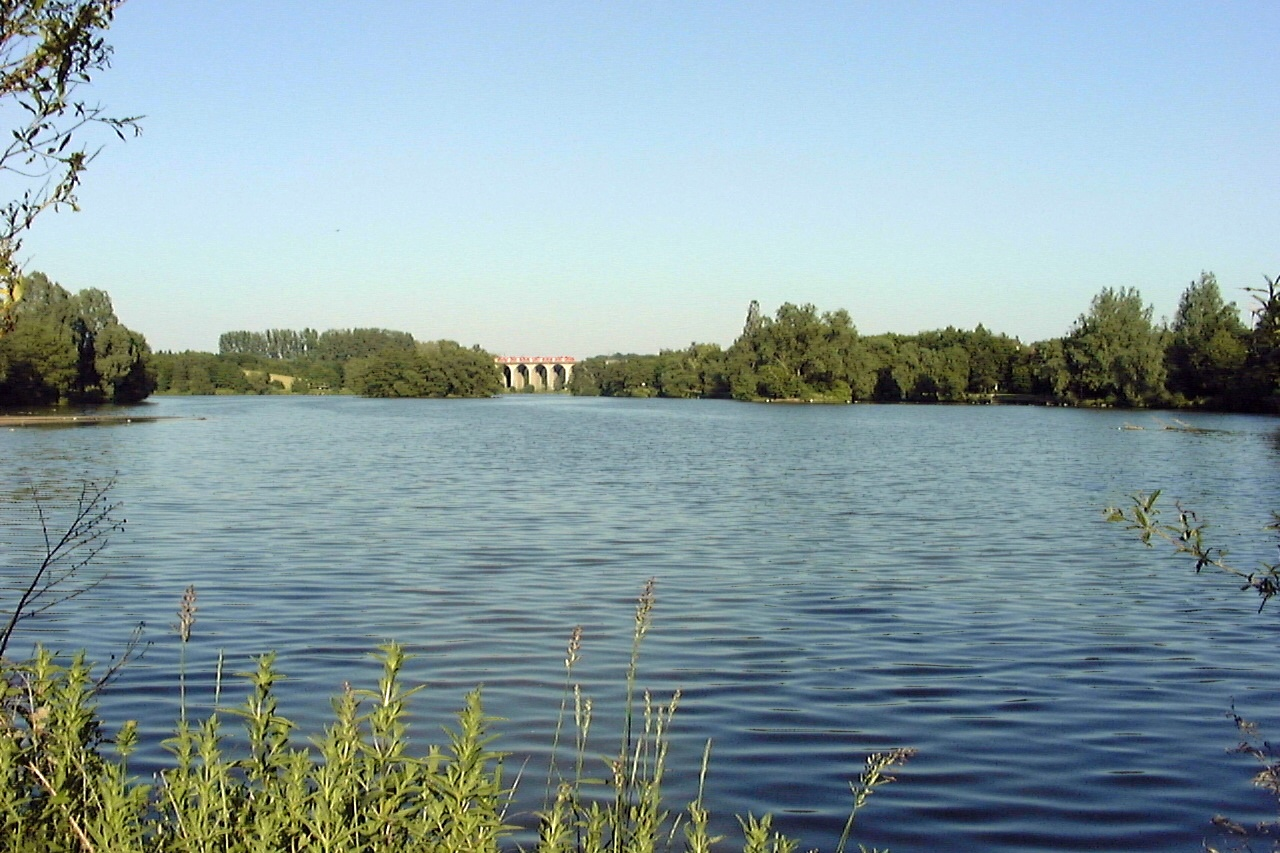
De Obersee
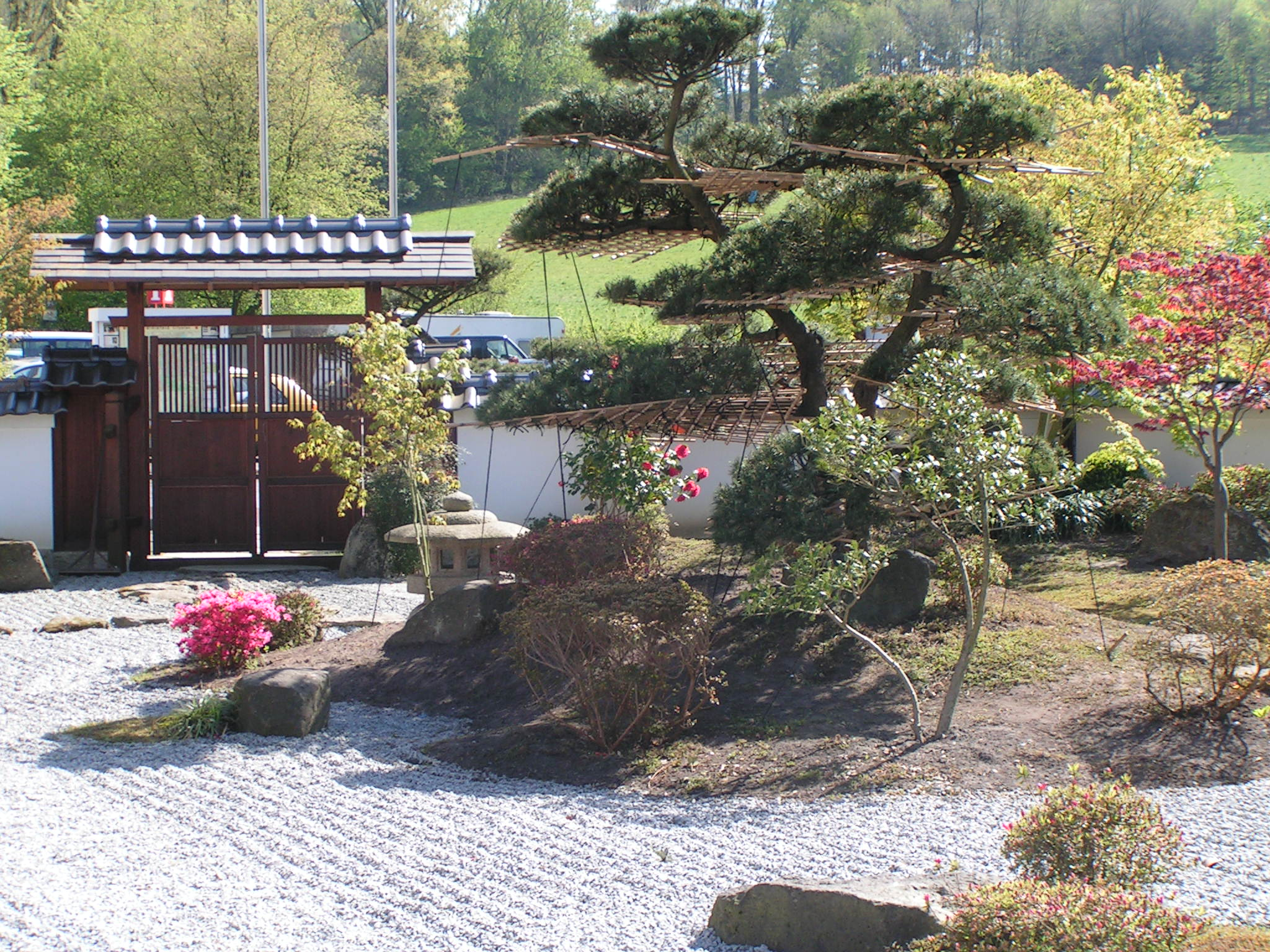
Japanse tuin in Botanische Tuin Gadderbaum
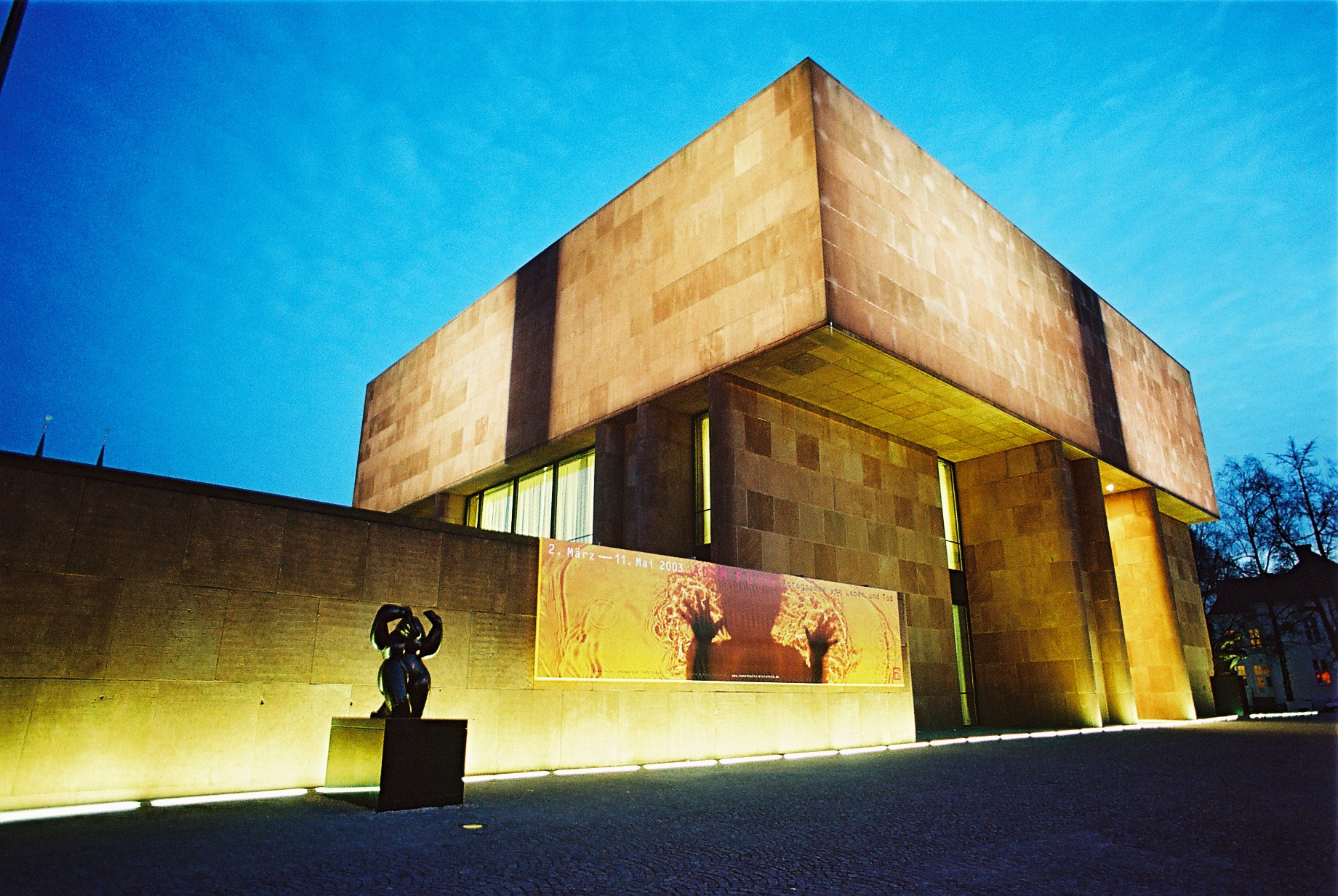
Kunsthalle Bielefeld
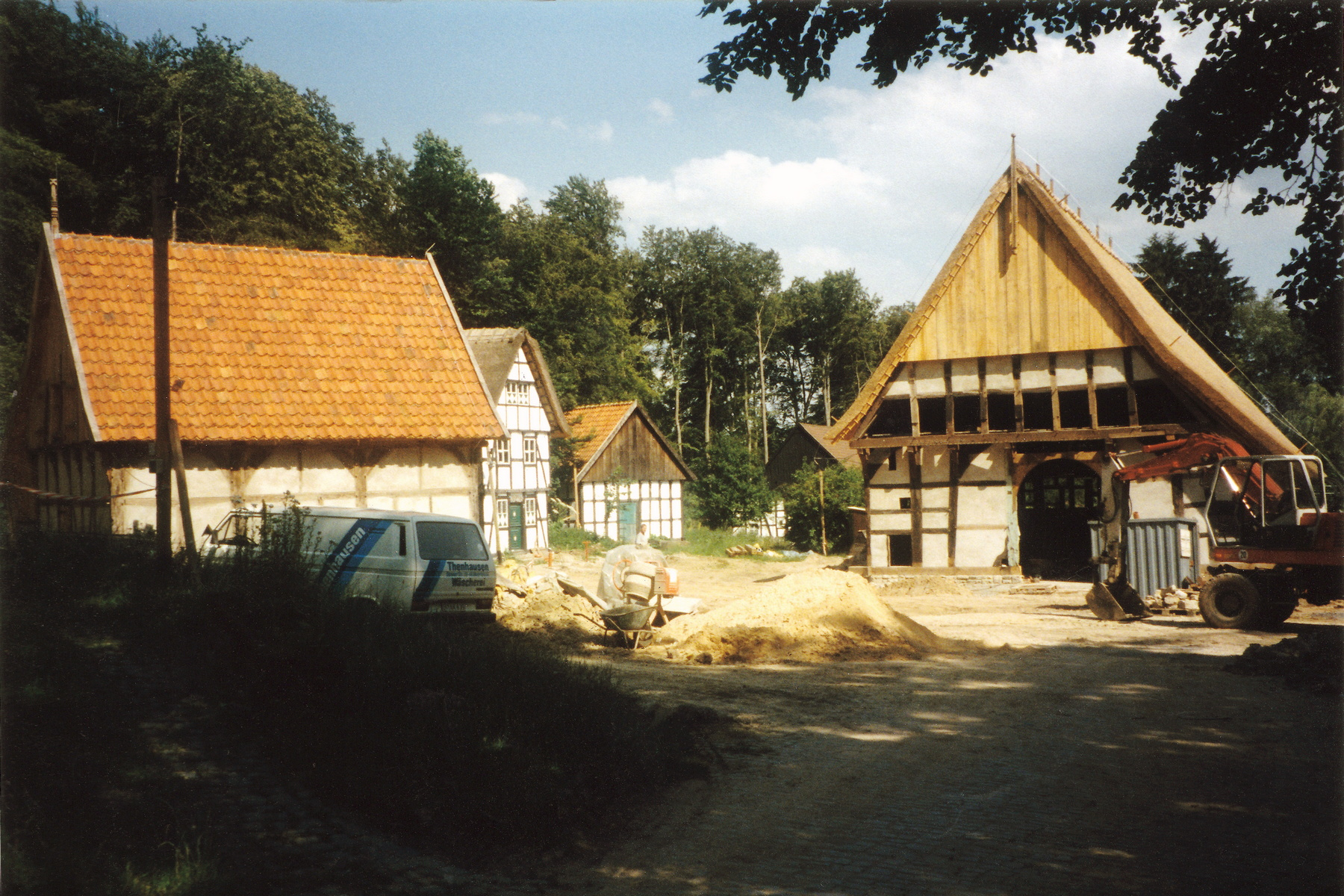
Openluchtmuseum (Bauernhaus-Museum)
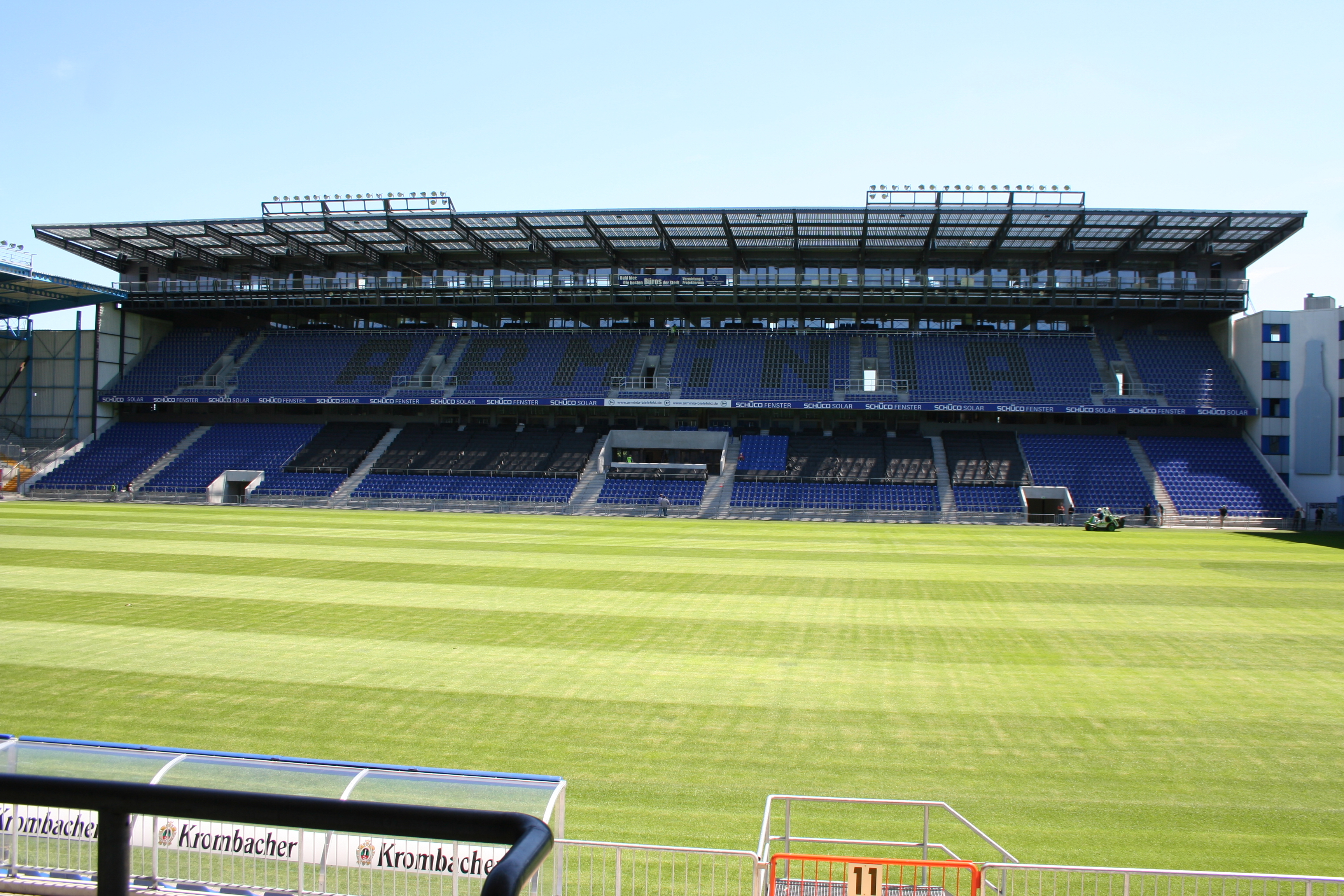
Stadion Arminia Bielefeld (officiële naam: SchücoArena, maar bekender als die Alm)
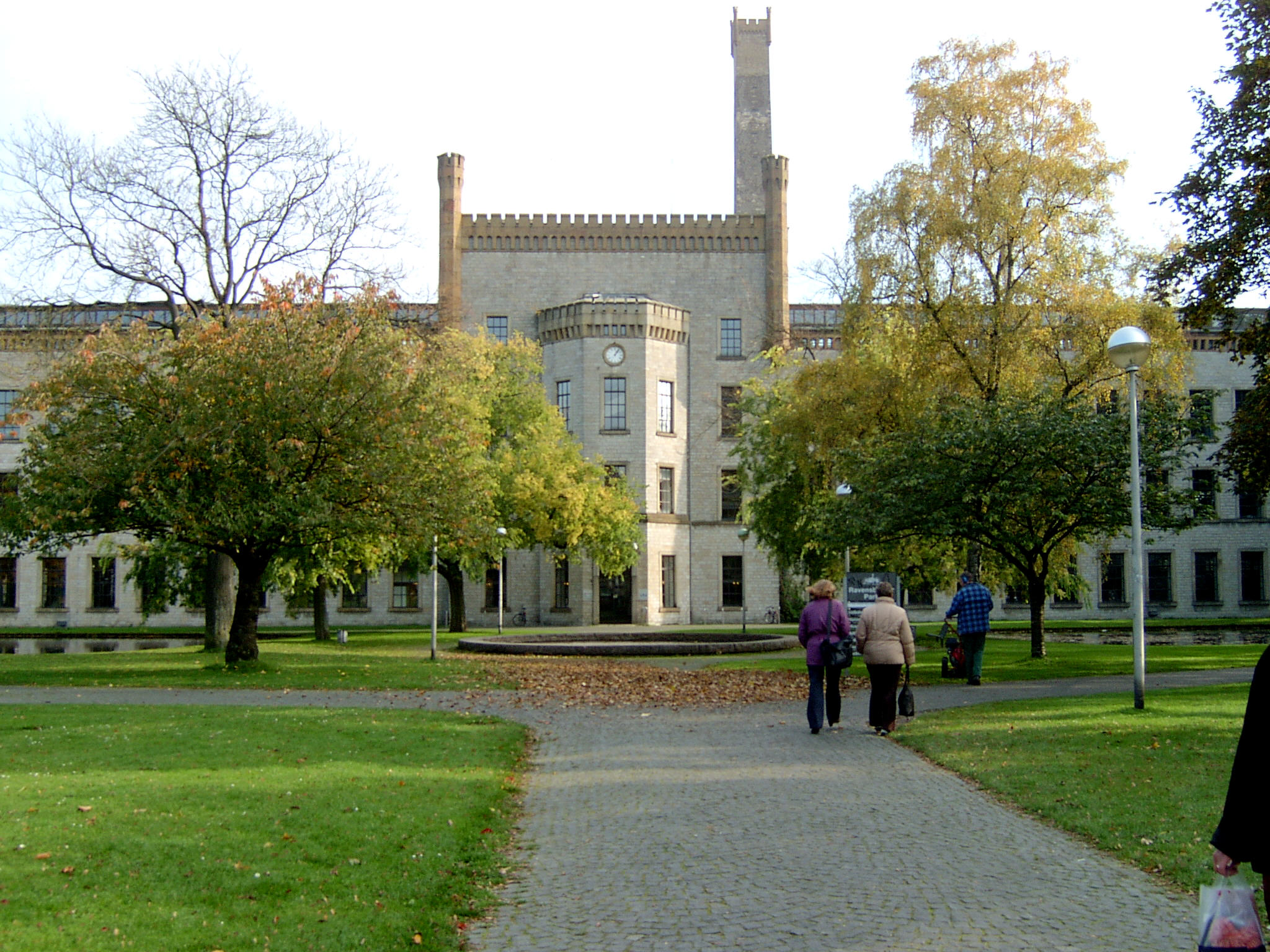
Voormalige Ravensberger Spinnerij (museum)
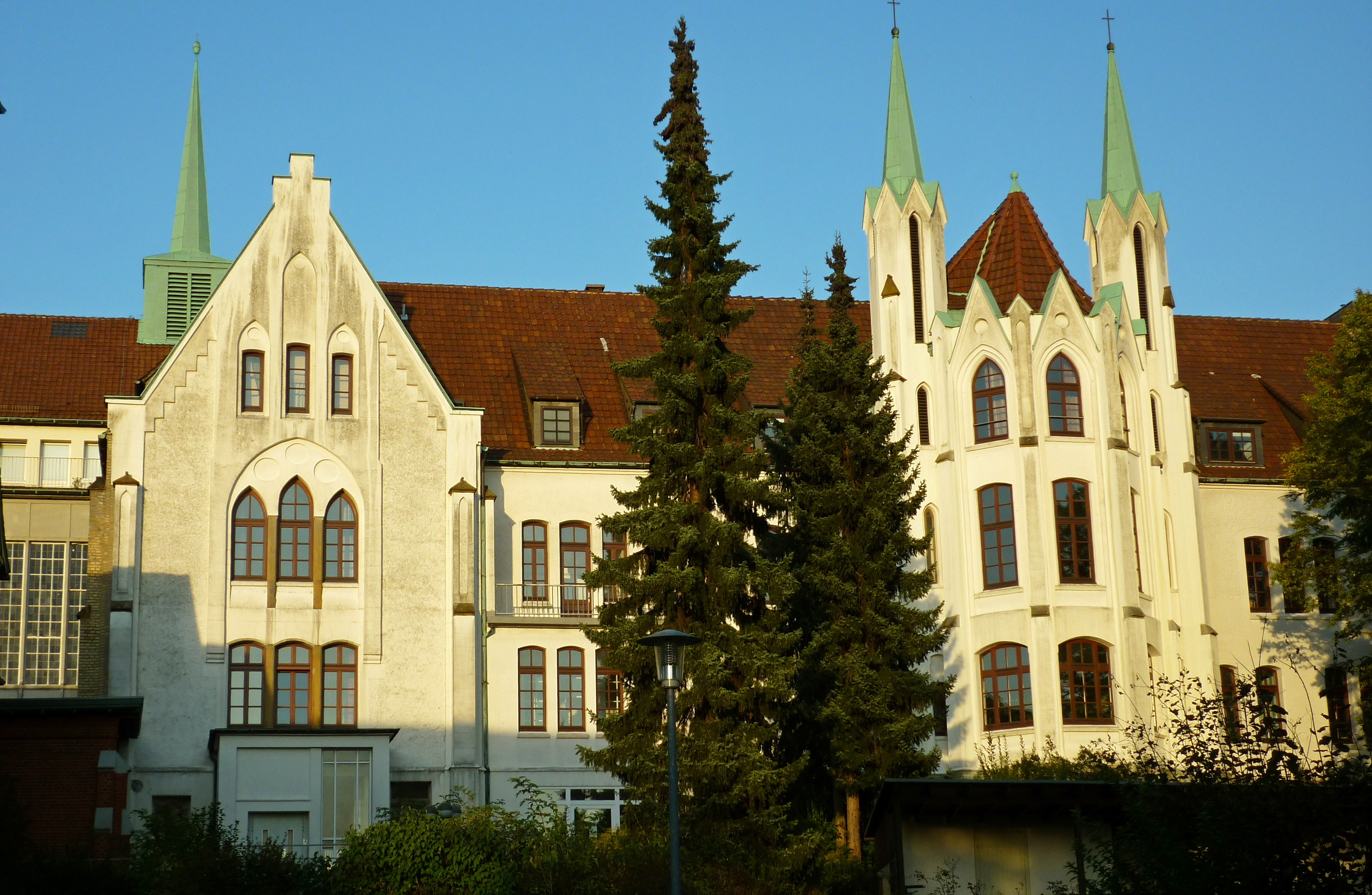
Een van de gebouwen van de Bethel-Klinieken of Bodelschwingsche Anstalten
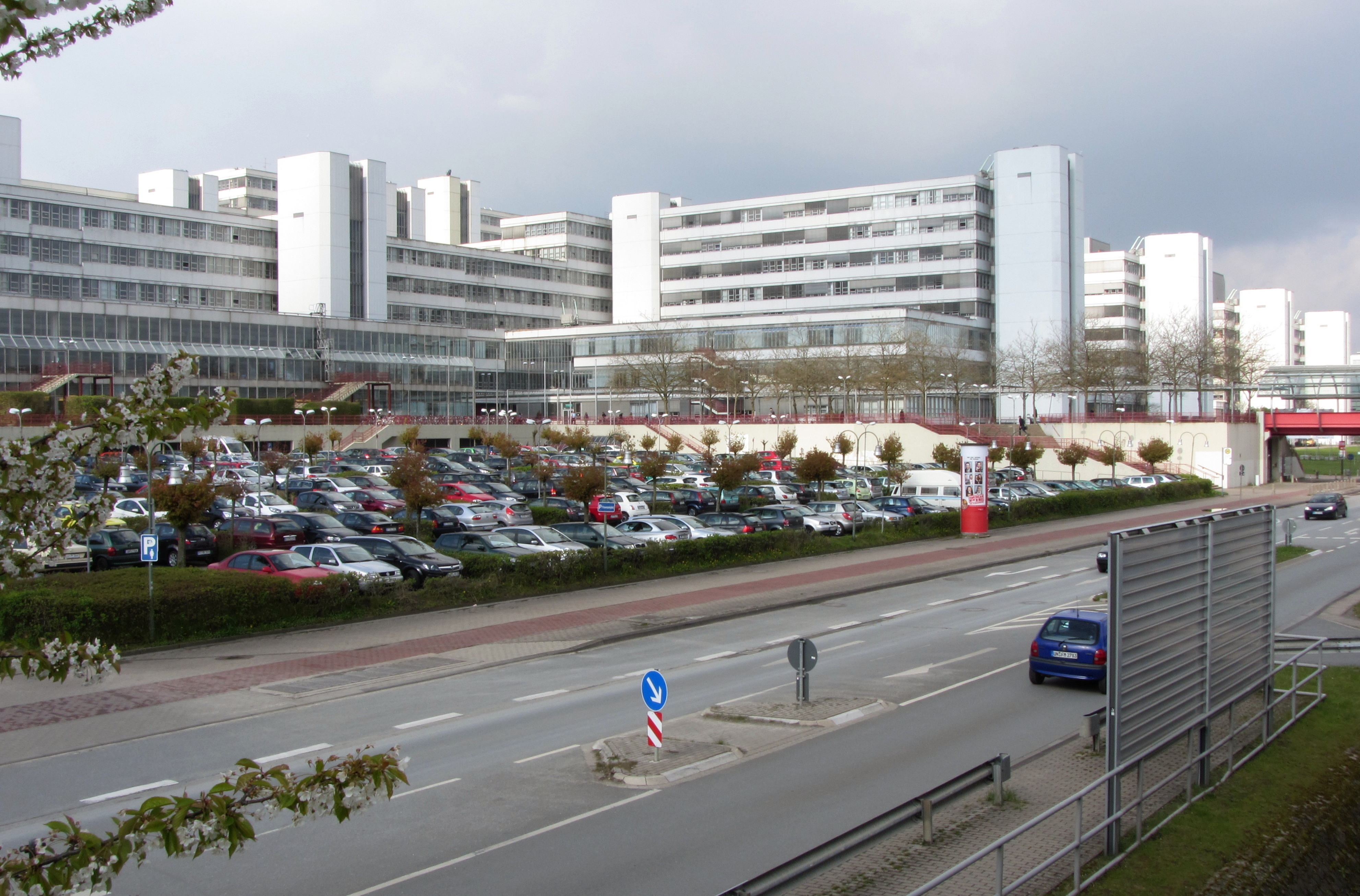
De universiteit
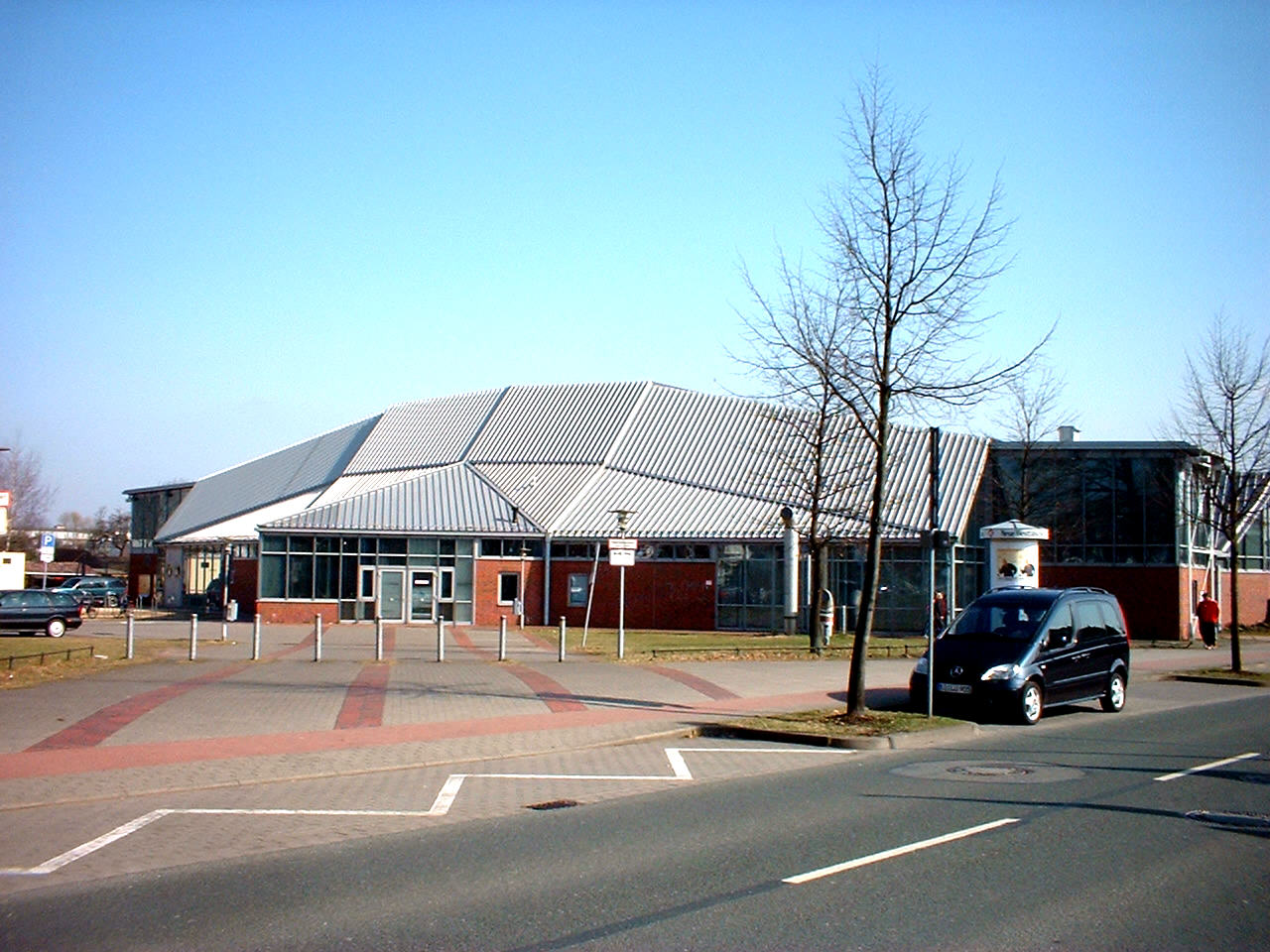
De Seidenstickerhalle (sporthal, capaciteit 7.500 toeschouwers)

## Trivia
Jaarlijks vindt op de eerste zondag na 6 december de intocht van Sinterklaas plaats. De goedheiligman komt ieder jaar per vliegtuig aan op het vliegveld aan de zuidkant van de stad.